# Routes de Russie

Carte des routes d'importance fédérale de Russie

Le réseau routier russe de la fédération de Russie s'étend à la fois en Europe et en Asie. Construit principalement pendant l'époque soviétique, il comprend aujourd'hui dans son ensemble environ 1 500 000 km de routes, qui dessert des lieux à la géographie et au climat varié. Le réseau dit « d'importance fédérale» est quant à lui constitué de plus de 60 000 km de voies, dont une faible proportion étant des autoroutes, avec parmi elles la M11. Tout comme la croissance du trafic routier en Russie, il est en pleine expansion. Prolongations, mise aux normes européennes et constructions se multiplient dans tout le pays, surtout depuis 2019 avec le plan autoroutier et le plan de rénovation « Des routes sûres et de qualités ». Le réseau d'importance fédérale est gérée quasi exclusivement par l'Agence fédérale des routes ; Rosavtodor, et dans une moindre mesure par Avtodor, qui exploitent des autoroutes à péage. Plusieurs villes russes disposent de ceintures périphériques, comme Moscou avec la MKAD, Saint-Pétersbourg avec la KAD et Iékaterinbourg avec l'EKAD.

Le réseau contigüe dessert quasi tous les sujets fédéraux russes, mise à part l'enclave de Kaliningrad, l'oblast insulaire de Sakhaline, la Tchoukotka et le kraï du Kamtchatka. Le réseau, qui s'articule principalement en Russie européenne et dans le sud de la Sibérie dessert très mal les régions du grand nord, mais elles sont cependant reliées de manière saisonnière avec les routes d'hiver et de glace.

Panneau de limitations de vitesse à l'entrée de la Russie (130 km/h sur quelque portions d'autoroutes depuis le 6 août 2013

Le réseau routier russe, en plus d'être avec le rail le principal moyen de communication en Russie, est devenu une attraction touristique en Russie à part entière, grâce aux paysages que les routes russes traversent. Parmi les routes célèbres, on retrouve la R504 construite par les prisonniers du Goulag dans la Kolyma, la route militaire géorgienne dans le Caucase, la route bleue en Carélie et la R256 dans l'Altaï. Cette dernière a été nommée par National Geographic comme étant une des dix plus belles routes au monde, la positionnant en cinquième position.

## Histoire

### Rus' de Kiev et principautés
L'apparition d'un réseau routier en Russie a commencé tardivement contrairement aux autres pays européens, qui ont eux, bénéficié dès l'Antiquité des voies romaines. De plus, elle n'a pas profité de la route de la soie, qui passait en Asie centrale, ce qui a fait qu'elle s'est trouvée pendant longtemps à la périphérie des échanges.
Sous la Rus' de Kiev, étant donné que le territoire était quasi exclusivement composé de forêts, les villes et villages ont été établis le long des rivières. Ainsi pendant l'été, la navigation était privilégiée mais en hiver, comme les cours d'eau étaient gelés, des routes de glace empruntés par des traîneaux étaient utilisées. Selon Constantin VII, empereur byzantin, la collecte du polioudié (en) se faisait dans la Rus' de Kiev en hiver car c'était le moment le plus facile pour voyager, certains territoires étant inaccessibles le reste de l'année.
Sous le règne du prince Vladimir Ier, selon la Chronique des temps passés, le prince aurait ordonné la construction de chemins et de ponts afin de reprendre Novgorod à son frère Iaropolk Ier. Ce même prince Vladimir Ier aurait selon cette chronique voyagé par des sentiers jusqu'au pays des Viatitches, un peuple vivant sur les rives de l'Oka.
Dans la Rousskaïa Pravda, le pouvoir légifère pour la première fois sur les routes, en particulier sur les pontiers, avec leurs droits et leurs devoirs, dont les tarifs fixés pour les travaux.
En 1238, Batu-Khan, qui avait pillé et pris pendant l'hiver Riazan, Vladimir et Souzdal en utilisant les routes de glaces se voit contraint d'arrêter en avril sa campagne pour prendre Novgorod, à cause du dégel des rivières.
À la suite de l'invasion de Batou de nombreuses villes qui ont été pillées et détruites, le commerce a été quasi anéanti, et les quelque sentiers et les routes de glace furent désertés. Cependant, les Mongols, désormais au pouvoir après cette invasion, ont instauré pour la première fois des relais postaux, qui existaient déjà en Chine. Les locaux étaient obligés d'entretenir et de préparer les chevaux, en échange ceux qui y participaient étaient exemptés d'une taxe.
Au XIVe et au XVe siècle, la principauté de Moscou qui s'étend de plus en plus commence la construction de sentiers et de voies postales, dont la route de Vladimir reliant Moscou à Vladimir. Ces routes permettent aussi d'informer le pouvoir des mauvaises récoltes et des rebellions, et les voies postales sont généralisées dans les régions de Riazan et de Smolensk.

### Tsarat puis Empire russe
Sous Ivan le Terrible, on voit l'essor des sentiers dans la Russie européenne, afin de transmettre le courrier et de déplacer les troupes. Des relais de postes apparaissent le long de ces chemins, et des corporations de constructeurs de route sont créés, nommées "Russie", "Perm et "Iougorsk" en fonction de la région, ainsi que les livres listant les sentiers.
Sous la règne de Pierre Ier le Grand, alors que le tsarat de Russie s'étend, la route de Babinov (ru) est construite en deux ans entre Solikamsk et Verkhotourié, pour la première fois un itinéraire traverse l'Oural. Il crée aussi une agence fiscale centralisée chargée de percevoir les péages. En 1704, une voie postale, souvent boueuse, est faite entre Moscou et la nouvelle capitale ; Saint-Pétersbourg.
Le 1er juin 1722, le Sénat dirigeant décrète la construction de la route Saint-Pétersbourg — Moscou (aujourd'hui la M10), qui doit passer à travers des marécages, des rivières et des forêts. La route doit être selon le décret du 20 mai 1723 en gravier si cela est possible, voire pavé. Ce décret détaille d'ailleurs comment construire la route. En 1730, la construction de la route de Sibérie, ordonnée plus de 40 plus tôt par Pierre Ier, commence. En 1733, un office pour la construction des routes est établi, qui était situé à Tosno, et qui disposait d'un bataillon de l'armée. La route entre Saint-Pétersbourg est finie peu de temps après, ne manque plus qu'alors la section Volkhov à Moscou.
Catherine II, décide en 1763 d'arrêter la construction de la route de Volkhov à Moscou sous proposition du Sénat, à cause de dépenses importantes. Mais en 1768, 4 millions de roubles sont alloués pour continuer les travaux, et 130 verstes sont posés (soit 138 kilomètres).
Sous le règne d'Alexandre Ier, l'office créé en 1733 est réorganisé, et en plus de se charger de la construction et l'entretien, il doit maintenant s'assurer de la sécurité des routes.
Pendant le XIXe et jusqu'en 1860, environ 230 kilomètres de routes était pavés ou construits chaque année et en 1834 la route Moscou - Saint-Pétersbourg est entièrement pavée. Mais les décennies suivantes connaissent un déclin, avec environ 20 kilomètres de moins chaque année. Cette tendance est dû au développement du chemin de fer, qui concurrence directement les routes. La tendance change cependant à partir de 1890, et la construction de routes réaugmente, grâce à l'apparition de l'automobile.
Avant la première guerre mondiale, la Russie pave ses routes vers ses frontières, comme celle de Novorossiïsk à Batoumi, qui se révèle importante pendant la campagne du Caucase.

### Époque soviétique
Les révolutions en 1917 suivies de la guerre civile ont fortement affecté le réseau russe et son développement, avec la dégradation et l'arrêt de l'entretien de nombreuses routes, ainsi qu'un arrêt quasi total du financement, alors que la Russie continuait toujours son industrialisation.
En 1925, le pouvoir soviétique instaure un service routier obligatoire à tous. Chaque personne était obligée de travailler gratuitement certains jours par an à la construction et à l'entretien des routes, ce qui était surtout appliqué dans les régions reculées. En 1936, des brigades locales permanentes sont créées, et la main d'œuvre est principalement issue des prisonniers des purges. Ces brigades sont gérées par le GOUCHOSDOR (uk), la Direction principales des routes, une branche du NKVD. Pendant la période du deuxième plan quinquennal (1933 à 1937), 230 000 kilomètres de routes sont créées.

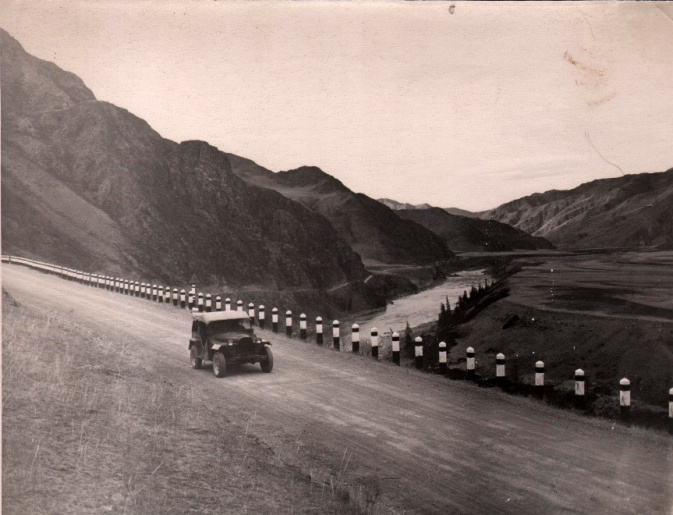
La R256 dans l'Altaï ouverte en 1935.

Le troisième plan quinquennal (1938 à 1942) souhaite continuer la tendance, mais la Seconde guerre mondiale empêche sa mise en œuvre. Pendant les années de guerres, l'infrastructure routière subit de nombreux dommages ; 91 000 kilomètres de routes détruits ainsi que 90 000 ponts aussi détruits. C'est ainsi qu'à la fin de la guerre, le pouvoir se préoccupe de restaurer ces routes, avec 32 axes principaux comme la M1 et la M5.
Pendant les années 1960 et 1970, le budget pour la construction de routes augmentent drastiquement, avec la mise en place de nouvelles techniques de constructions et la création de nouvelles infrastructures. La MKAD apparaît ainsi en 1962, et sur la période 1959 - 1965, 81 200 kilomètres de routes sont goudronnées. Des routes comme Voronej — Saratov (aujourd'hui la R298), Vladimir — Ivanovo ou encore Sverdlovsk — Tcheliabinsk sont créées. Pour les JO de 1980, les autoroutes Moscou - Volokolamsk et Moscou - Toula sont construites, ce sont les premières autoroutes russes.
En 1990, le réseau routier de la RSFSR était de 455 400 kilomètres, incluant 41 000 kilomètres de routes d'importances fédérales et 57 600 kilomètres d'importance régionale. Cependant, il restait encore cette années 167 chefs-lieux de raïons toujours pas reliés au réseau routier de leur région, sur un total de 1837 chefs-lieux. De plus, 1700 villes sur 23000 n'avait pas d'accès goudronné au réseau routier ainsi qu'environ 250 000 localités à travers toute la Russie.

### Modernisation sous la fédération de Russie
En 2000, le réseau routier russe mesurait 584 000 kilomètres, et en 2013 il s'élevait à 1 396 000 km. Cette année là, il y avait 984 000 kilomètres de routes goudronnées. Le budget routier en 2014 était de 399,6 milliards de roubles, dont 171 millions liés à la réparation des routes, contre 136 milliards de roubles de budget routier en 2000.

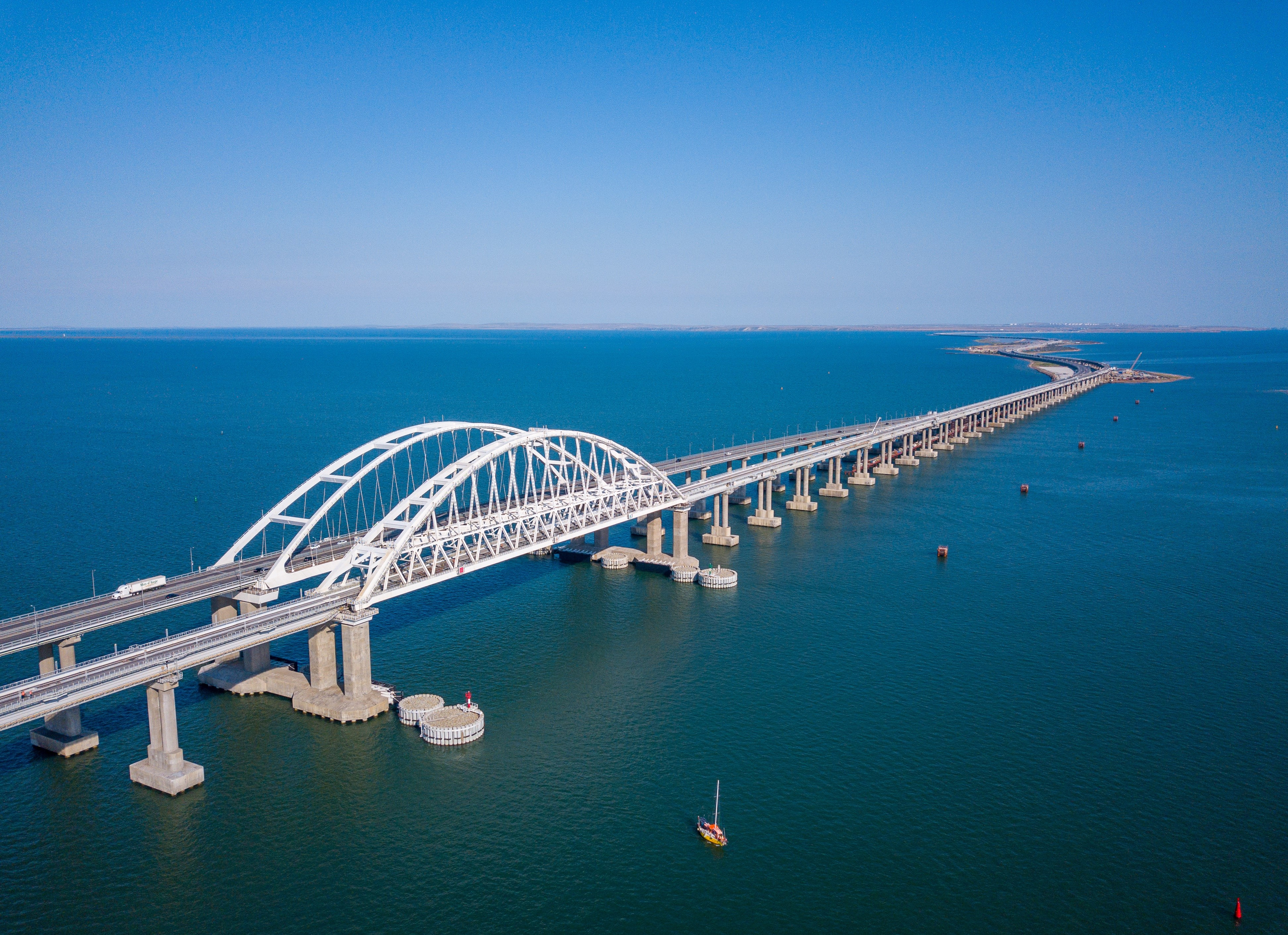
Pont de Crimée.

Toujours en 2013, il y avait selon Rosstat 50 800 kilomètres de routes d'importance fédérale, gérée quasi exclusivement par Rosavtodor (48 100 kilomètres sous sa gestion), Le restant étant géré par Avtodor. La région ayant le plus de routes est le district fédéral central, avec 329 000 kilomètres de routes dont 10 000 kilomètres de routes de classe I.
En 2010, le réseau routier russe n'est plus coupée en deux grâce à l'achèvement de la R297, reliant ainsi l'Extrême-Orient au reste du pays. C'est aussi pendant cette décennie que les premières autoroutes sont apparues en Russie, avec la M11 entre Moscou et Saint-Pétersbourg, mais aussi la rocade express ouest et la construction de l'A113. Ces routes ont été créées dans le cadre de la coupe du monde de football en 2018. La Russie a aussi commencé à partir de 2012 la construction de la route d'Anadyr, afin de désenclaver d'ici 2030 la Tchoukotka, toujours exclue du réseau routier russe. Une fois la route finie, seul la région contiguë du Kamtchatka ne sera toujours pas reliée. De grands ouvrages ont aussi été construits, que ce soit le pont Bougrinsky sur l'Ob à Novossibirsk, le pont du détroit de Kertch ou bien le quatrième pont sur l'Ienisseï à Krasnoïarsk.

#### Rénovations et constructions massives depuis 2019
Le 5 décembre 2019, l'entreprise d'État Avtodor, a présenté un plan pour faire passer le nombre de kilomètres d'autoroutes et voies rapides de 5 000 kilomètres à 17 600 kilomètres, soit plus du triple. Ces nouvelles routes ou la modernisation de certaines seront en parties à péage et d'autres seront gratuites. Le projet, préparé dès 2015, était estimé en 2015 à 7,9 milliards de roubles, mais les coûts ont augmenté depuis. L'État souhaite ainsi utiliser à hauteur de 20 à 30% de fonds privés dans le cadre de partenariats public-privé, après que celui pour la construction de la M11, finie en 2019, ait marché.

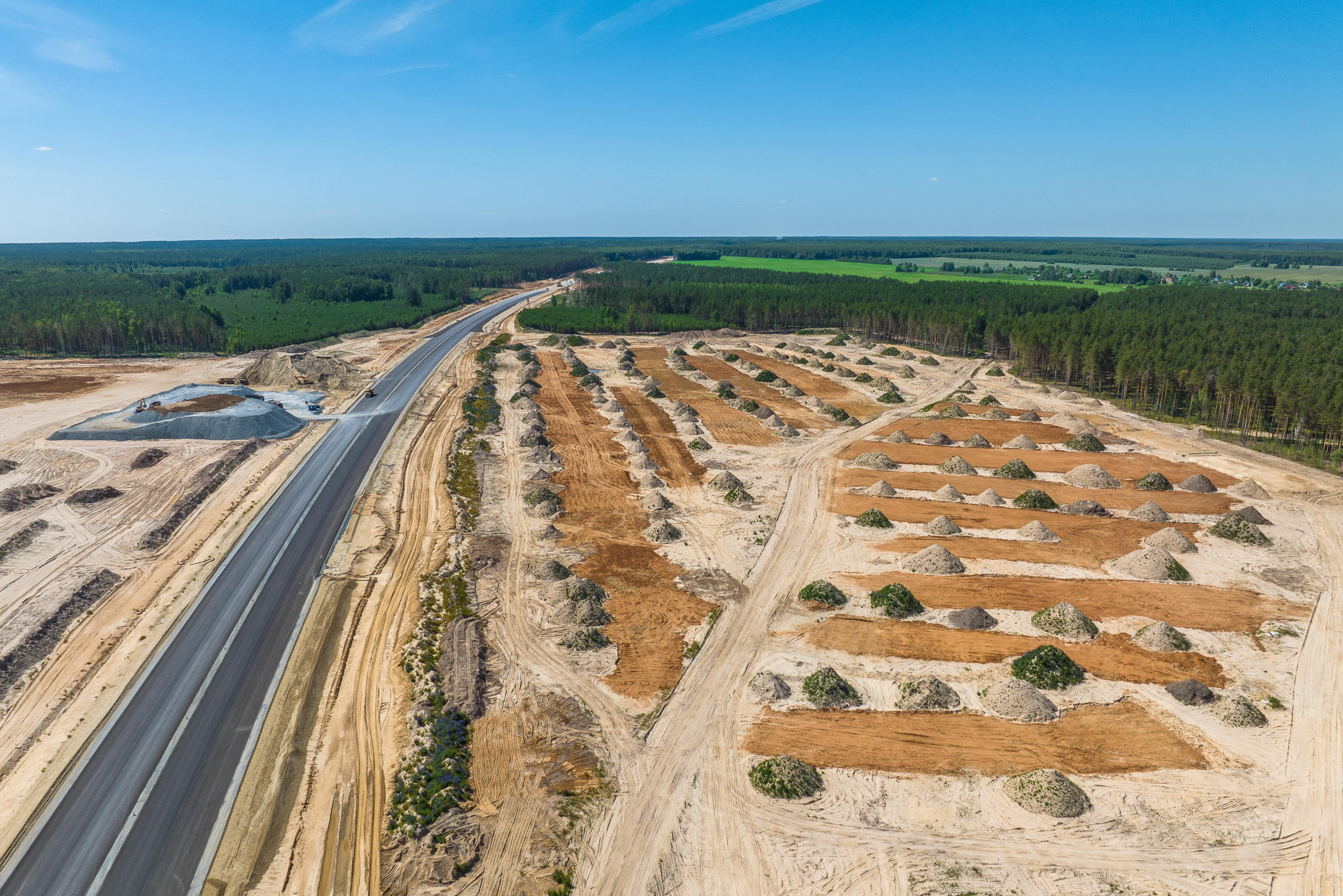
Construction de la M12 en 2022.

Ce plan se divise en 3 parties géographies. Tout d'abord autour des grandes villes européennes, avec la construction d'une autoroute entre Moscou et Kazan (la M12), d'une de Novgorod à Iaroslavl pour contourner Moscou par le nord, la mise totale en classe I de la M4 et de la M1 ainsi que d'autres projets plus petits. Ensuite, dans le sud de la Russie, une autoroute est prévue dans le projet entre Krasnodar et Samara via Volgograd et Saratov, et une mise en classe I de la R217. Enfin à l'est, le projet prévoit une route de classe I entre Perm, Iékaterinbourg, Tioumen, Omsk, Novossibirsk et l'oblast de Kémérovo, ainsi qu'une route de classe I entre Komsomolsk-sur-l'Amour, Khabarovsk, et Vladivostok. Ce projet d'infrastructure doit être achevé en 2035.
En particulier, la M12 est le projet central, et alors que les travaux commencent en 2020, Vladimir Poutine annonce en 2021 que l'autoroute censé aller jusqu'à Kazan ira jusqu'à Iékaterinbourg. En 2022, alors que la première section de l'autoroute ouvre près de Moscou, il annonce que l'autoroute sera prolongé jusqu'à Tioumen et Tcheliabinsk, et qu'une route de classe I ira jusqu'à Vladivostok, en empruntant donc l'axe transsibérien. Ce nouveau projet, surnommée « Russie », devrait permettre de désenclaver des régions reculées, et le financement est assuré jusqu'en 2030 au moins. Le projet devrait aussi permettre la construction de périphérique comme ceux déjà achevés en 2022 de Khabarovsk et Iékaterinbourg respectivement, avec des nouvelles ceintures à Omsk, Novossibirsk et Kémérovo par exemple. Fin 2022, l'ouverture de la M12 est annoncée fin 2023, et selon le calendrier elle devrait désormais atteindre Iékaterinbourg fin 2024.
En 2020, la Russie a inaugurée en Crimée l'A291, une route de classe I entre Kertch et Sébastopol.

En 2019, le projet national « Des routes sûres et de qualité » (ru) (en russe : Национальный проект «Безопасные и качественные автомобильные, acronyme : Bkdrf) a été lancé avec Marat Khousnoulline en charge de celui-ci. Ce projet souhaite que 50% des routes régionales soit asphaltées et en bon état en 2024, et que 85% des routes urbaines le soit aussi. Il prévoit aussi de diminuer la congestion avec la construction d'échangeurs, la diminution du nombre de morts sur les routes (3,5 fois moins). En 2020, le budget pour ce projet était de 300 milliards de roubles ; 173 milliards venant de fonds régionaux et 134 venant du budget fédéral. Sinon, le projet prévoit de rénover de nombreux ponts, avec près de 290 000 mètres de ponts déclarés en état critique en 2020. En 2022, 84 sujets fédéraux russes participaient au projet.

Routes reconstruites ou construites dans le cadre du Bkdrf
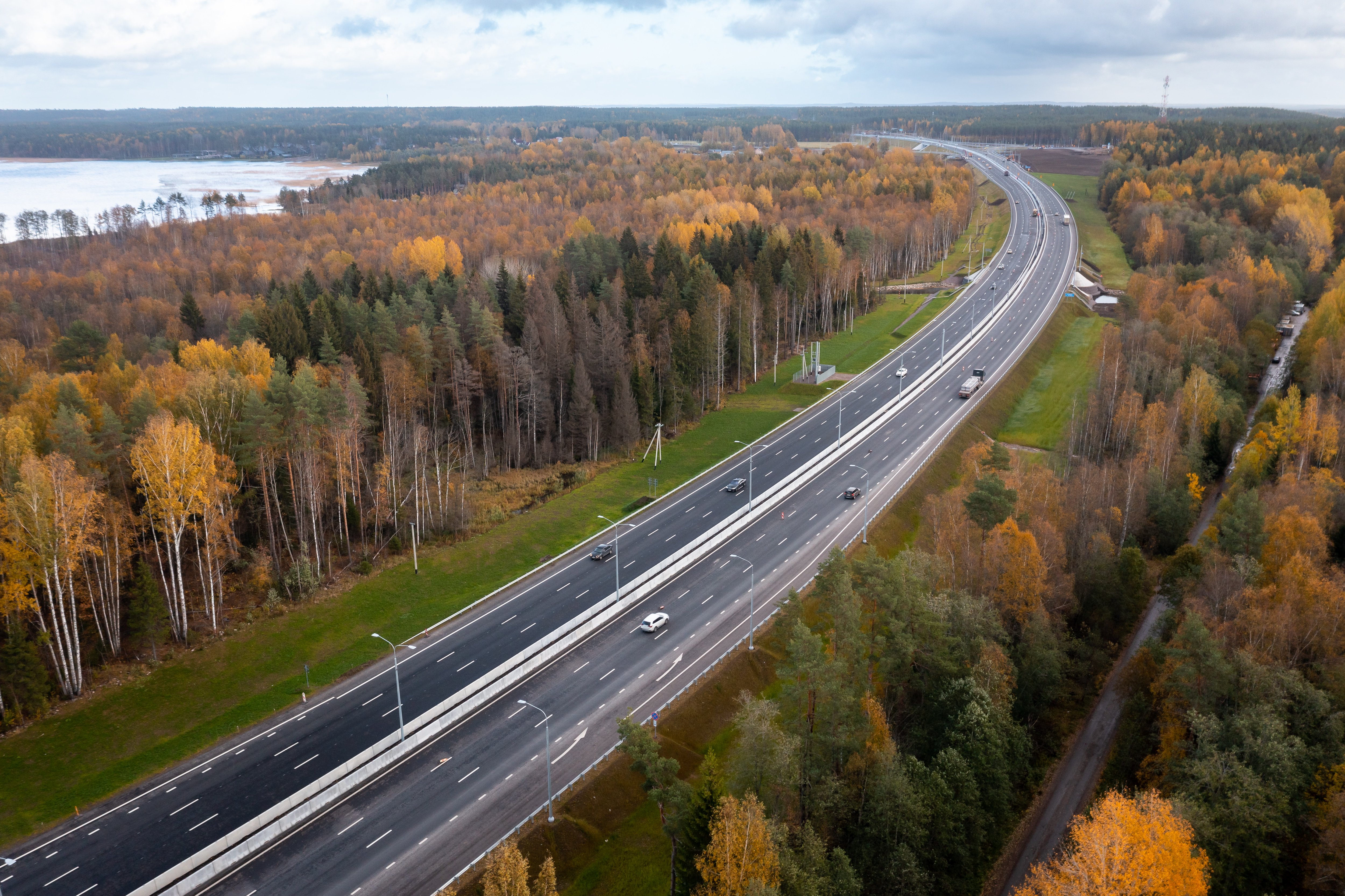
Mise aux normes autoroutières de l'A181.
Pont du Dragon Rouge à Khanty-Mansiïsk.
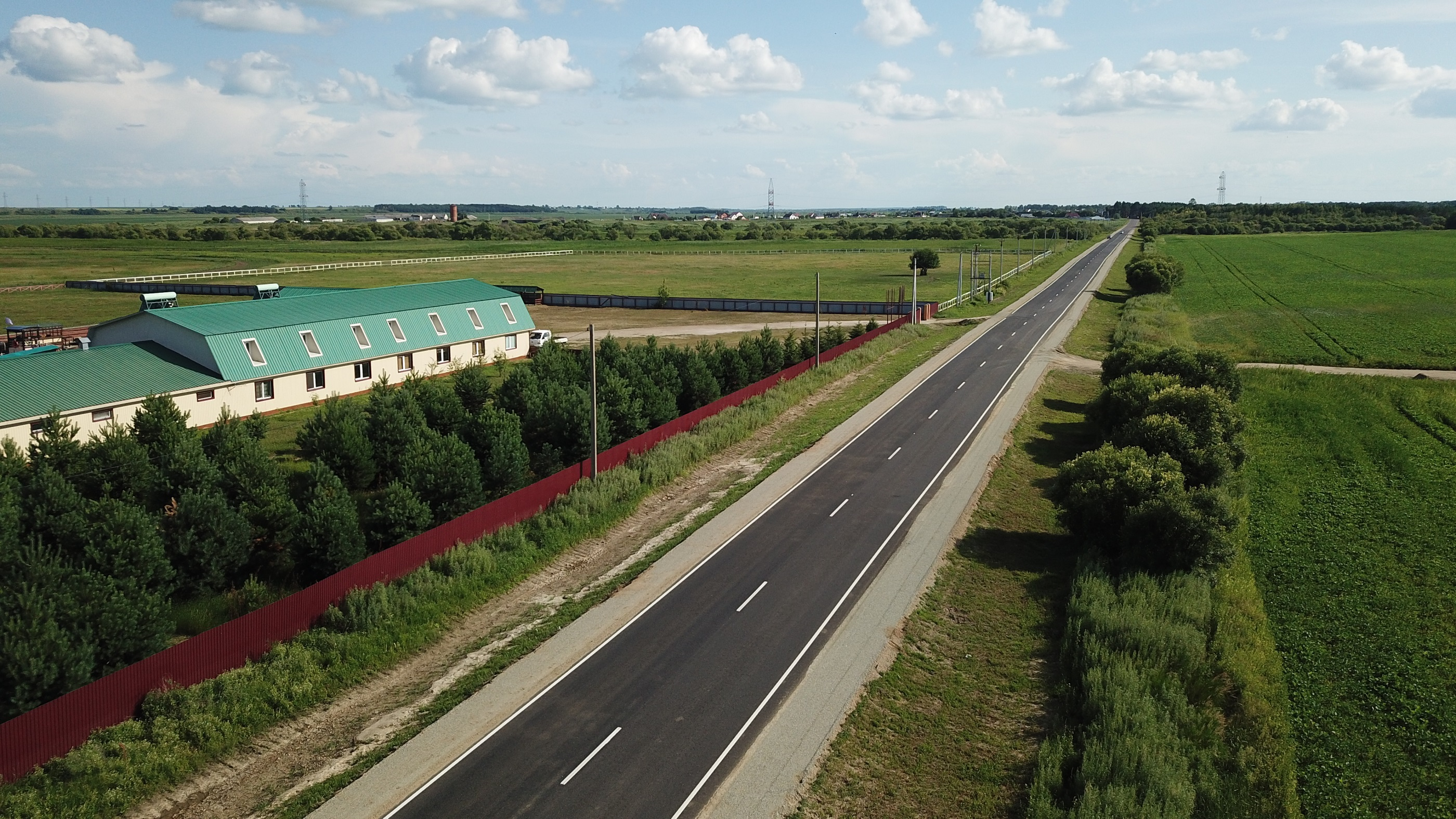
Route près d'Oust-Ivanovka dans l'oblast de l'Amour.
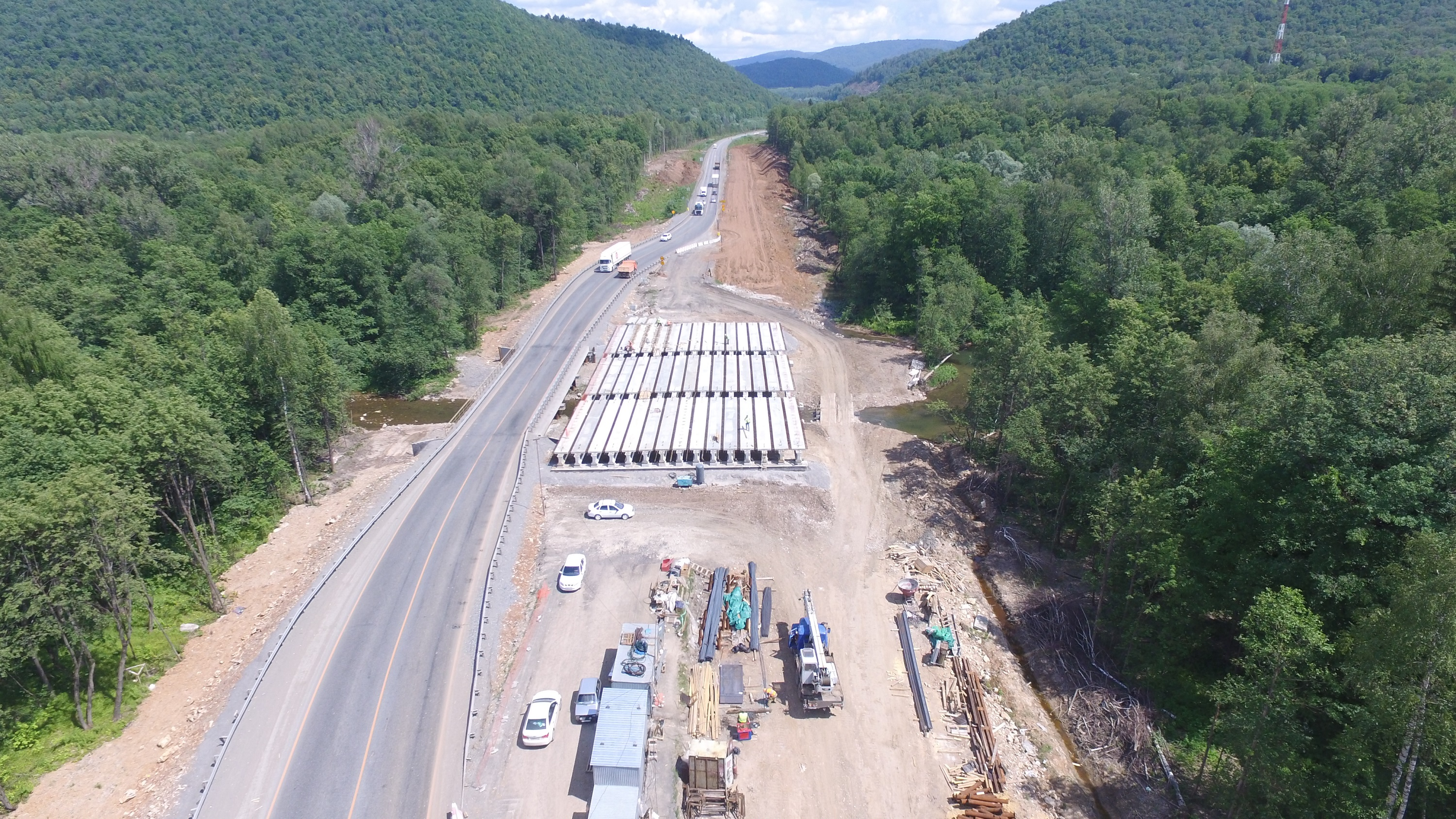
Élargissement de la M5 dans l'Oural.
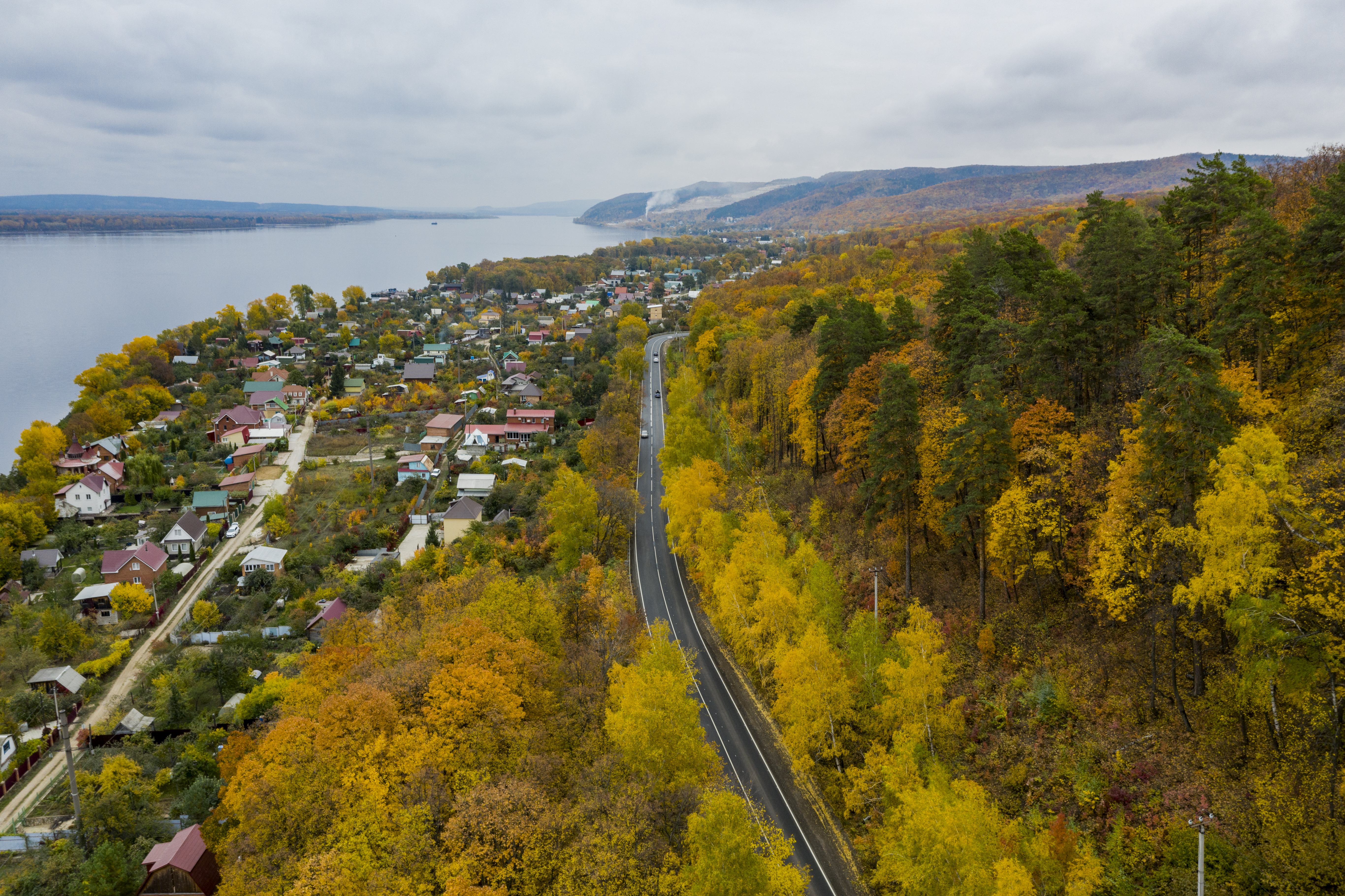
Route longeant la Volga, oblast de Samara.

## Description
Le réseau routier russe est intégré au réseau routier asiatique et au réseau routier européen, d'une part par l'« accord intergouvernemental sur le réseau routier asiatique », et d'autre part par l'« accord européen sur les grandes routes de trafic international (AGR) ».
La Russie est le plus grand pays à participer simultanément à ces deux accords.
Chacun de ces deux traités vise à intégrer les réseaux nationaux des États membres dans le réseau continental à travers différentes dispositions, qui concernent notamment la désignation de routes d'intérêt national, mais aussi une classification de ces routes.

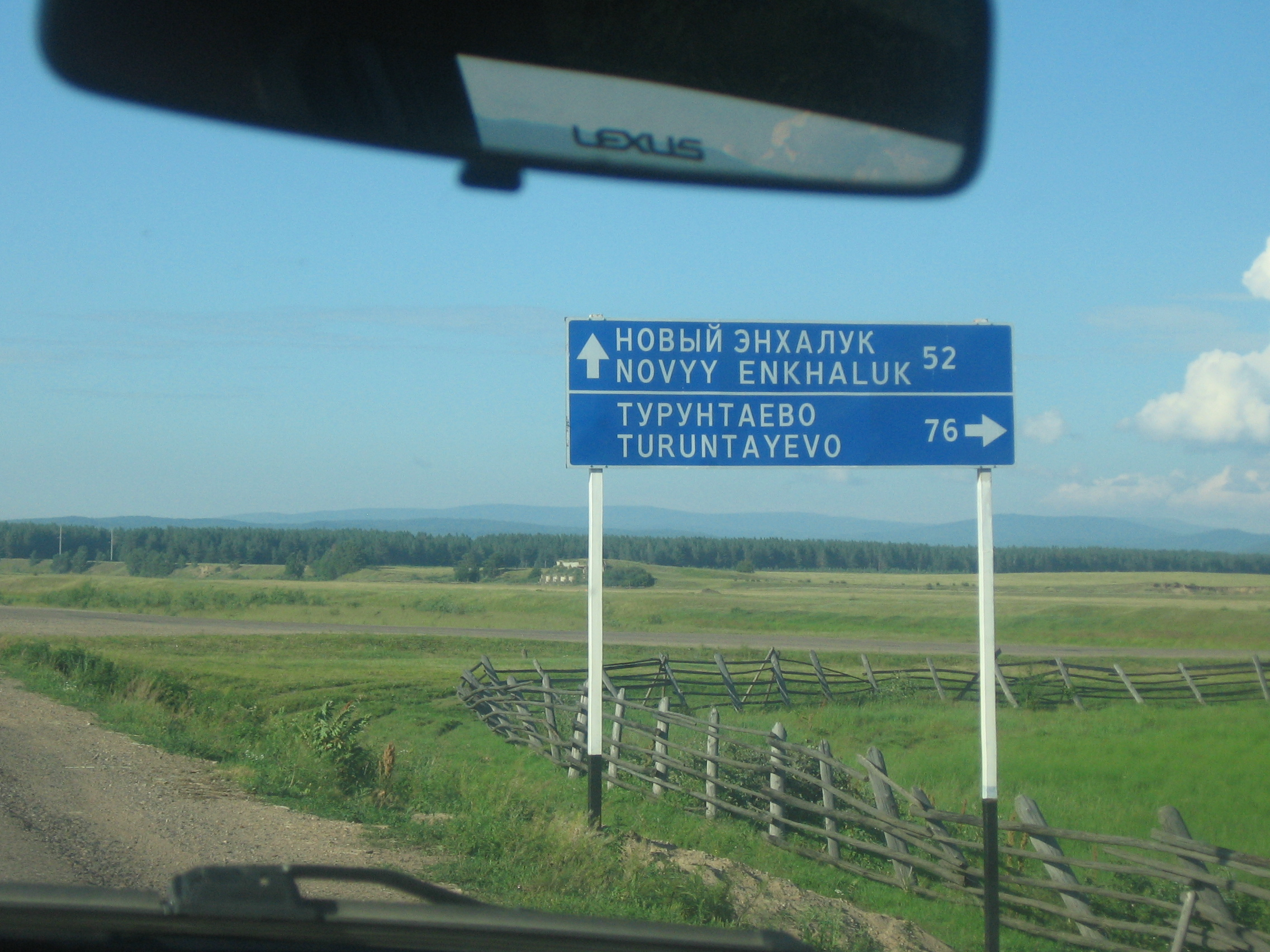
Panneau de direction en Bouriatie.

Sur la forme ces classifications ne se basent pas sur les mêmes concepts et n'utilisent pas les mêmes termes pour les définir, sauf dans la langue russe où le même mot (Автомагистраль - auto-magistrale) est utilisé pour les autoroutes du réseau européen et pour les routes primaires du réseau asiatique. Si en théorie la définition des deux concepts n'est pas le même, en pratique le concept de route primaire du réseau asiatique est assez proche du concept de route expresse et/ou d'autoroute du réseau européen.

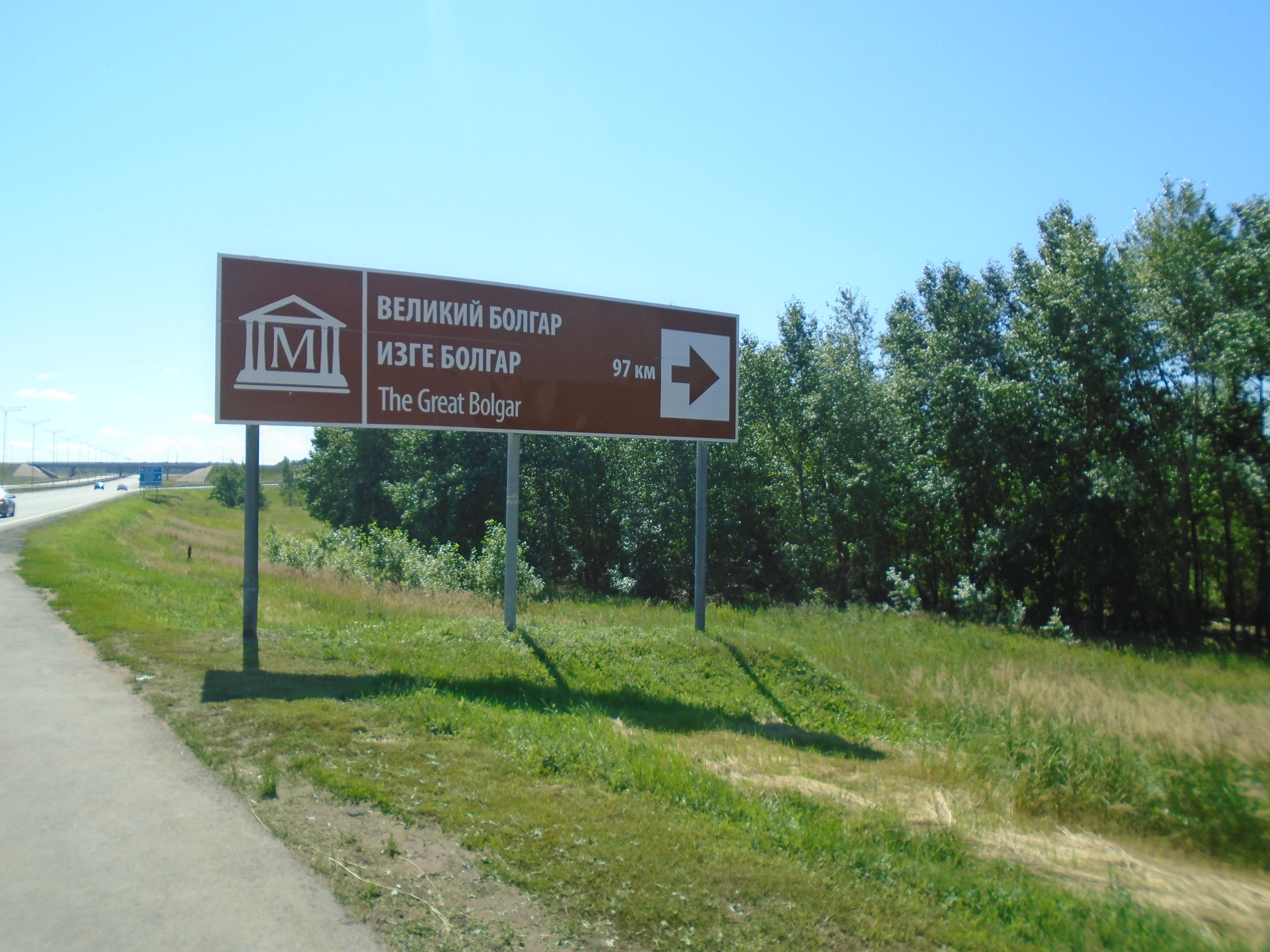
Panneau indiquant un site historique/culturel, ici Bolgar sur la R239 au Tatarstan.

Les autoroutes sont de couleur verte, les routes d'importance fédérale de couleur bleue, et les autres routes de catégories blanches. Les panneaux de directions et d'indication (comme une rivière) sont en vert pour les autoroutes, en bleu pour sur la plupart des autres routes. Si le conducteur doit ralentir (entrée dans une localité), le panneau est en blanc ; s'il y a des travaux, le panneau est en jaune et il peut aussi y avoir des panneaux marron pour les sites touristiques et culturels.
| Français        | Anglais       | Russe                |
| --------------- | ------------- | -------------------- |
| autoroute       | motorway      | Автомагистрали       |
| route express   | express road  | Скоростные дороги    |
| route ordinaire | ordinary road | Дороги обычного типа |

| (Français)       | Anglais   | Russe          |
| ---------------- | --------- | -------------- |
| (Route primaire) | Primary   | Автомагистраль |
| (Classe I)       | Class I   | Класс I        |
| (Classe II)      | Class II  | Класс II       |
| (Classe III)     | Class III | Класс III      |

### Numérotation des routes
Les routes en Russie sont composés de quatre parties, qui peuvent être des lettres majuscules de l'alphabet russe ou des chiffres arabes.
La première partie sert à identifier la propriété de la route, et peut se composer de deux à huit caractères :
- Si la propriété de la route est fédérale, les seuls caractères sont 00 ;
- Si la route appartient à un sujet, ce sont deux chiffres qui correspondent au chiffre OKATO du sujet. Par exemple, pour une route appartenant à l'oblast de Magadan, le numéro sera 44 ;
- Si la route appartient à un raïon russe, ce sont deux chiffres correspondant au chiffre OKATO du sujet, puis deux ou trois chiffres pour le raïon. Pour une municipalité, il faut encore ajouter 3 chiffres. Ainsi, une route appartenant au raïon d'Aleïsk dans le kraï de l'Altaï commencera part 01 - 201, et si cela appartient à la commune d'Aleïsk, ce sera 01-201-802.

La deuxième partie sert à savoir si la route est publique ou privée :
- ОП (OP) si c'est publique ;
- НП (NP) si c'est privé.

La troisième partie sert à savoir l'importance de la route :
- ФЗ (FZ) si elle est d'importance fédérale (comme la R255) ;

- РЗ (RZ) ou МЗ (MZ) si elle est d'importance régionale ou intermunicipale (c'est-à-dire qu'elle relient des villes) ;
- МП (MP), МР (MR) ou МГ (MG) si la route appartient respectivement à une localité, à un raïon municipal ou un raïon urbain ;
- ЧС (TCHS) si la route est privée.

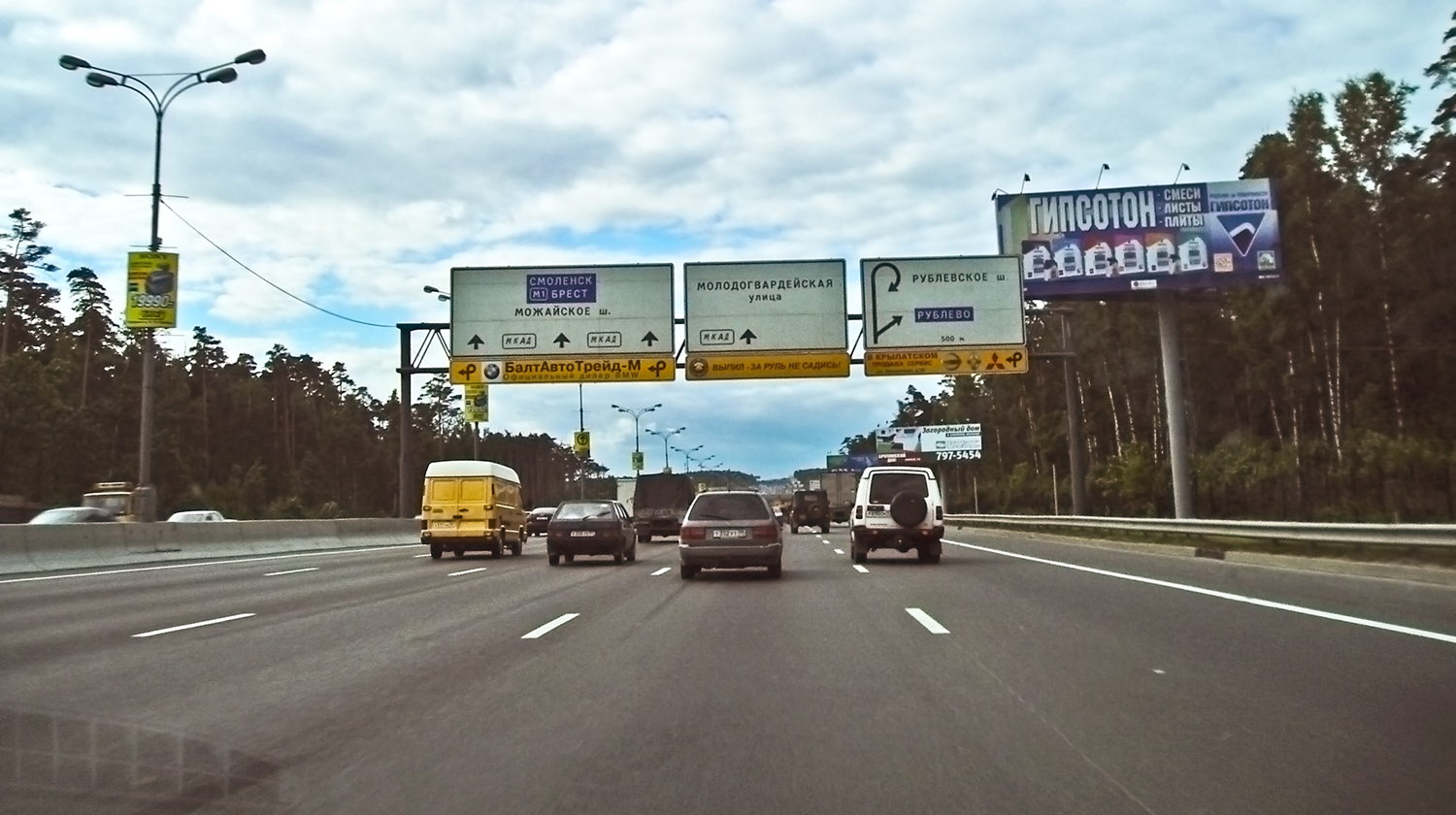
Périphérique de Moscou, avec des panneaux directionnels, dont un indiquant la M1.

La quatrième partie est le numéro d'immatriculation de la route, et c'est ainsi la partie utilisée sur les panneaux routiers ;
- M - Les routes magistrales (en russe : Магистральные), équivalent des routes nationales, sont des routes d'importance fédérales (appartenant à la Fédération) qui relient Moscou avec des capitales d'autres sujets ou d'autres pays.
- R - Les routes régionales, comparables aux routes départementales, sont des routes soit d'importance fédérale soit d'importance régionale qui relient les capitales des sujets russes entre elles et avec les routes magistrales ou bien avec d'autres pays. Elles sont financées soit par l'État soit par les sujets en fonction de l'importance qui leur a été attribuée.
- A - Les routes d'accès, aussi comparables aux routes départementales, sont des routes là aussi  soit d'importance fédérale soit d'importance régionale qui relient les plate-formes multimodales (comme les aéroports), les capitales de sujets et les centres administratifs de raïon, d'autres pays, des routes régionales, des routes magistrales entre eux.
- К - Les autres routes d'importances régionales, elles sont gérées par les régions.
- H[15] - Les routes intercommunales (ou intermunicipales), relient les chefs-lieux et villages entre eux au sein d'un même sujet.

Pour les routes К et H, on rajoute devant les lettres le numéro OKATO du sujet dans lequel elles se situent pour le numéro d'immatriculation de la route. On rajoute aussi après trois ou 4 autres chiffres après le К ou le H, afin de la différencier des routes. Ces derniers numéros sont arbitraires. Par exemple pour la route de Tchemal, située dans la république de l'Altaï (code OKATO : 84), son numéro d'immatriculation est le 84K-116.
À ces numéros d'immatriculations, on peut rajouter les lettres des réseaux routiers internationaux :
- AH - Routes du réseau routier asiatique (Asian Highway) ;
- E - Routes européennes.

À partir du 28 septembre 2009, le « Règlement de la classification des routes dans la fédération de Russie et affectant les catégories de routes", approuvé par la résolution du gouvernement russe en date du 28 septembre, 2009 № 767. De nombreux noms de routes ont changé. Ainsi de nombreuses routes classées M deviennent des R, les deux noms pouvant coexister jusqu'en décembre 2017,,.

Routes russes
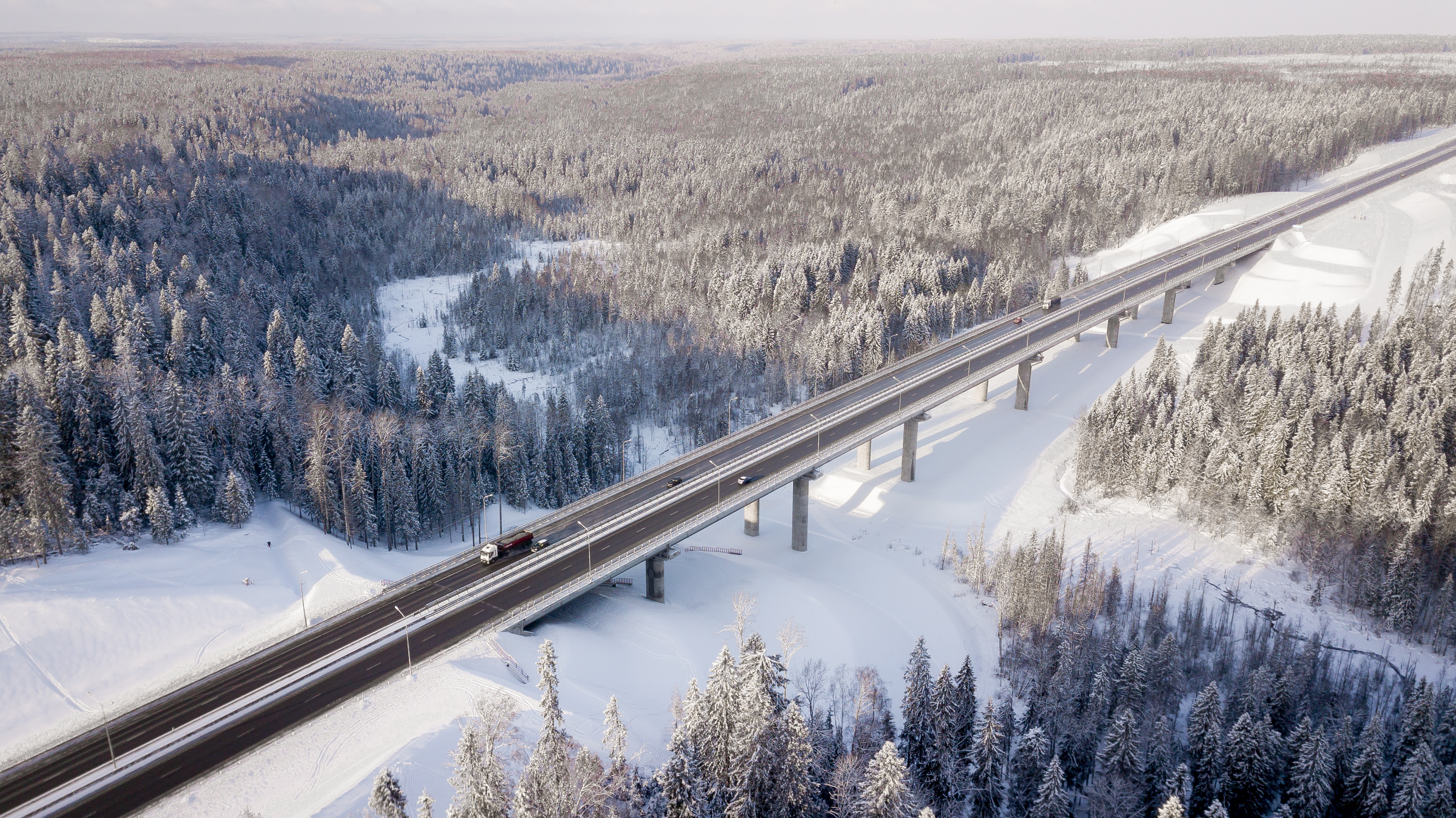
L'A121 au nord de Saint-Pétersbourg en hiver.
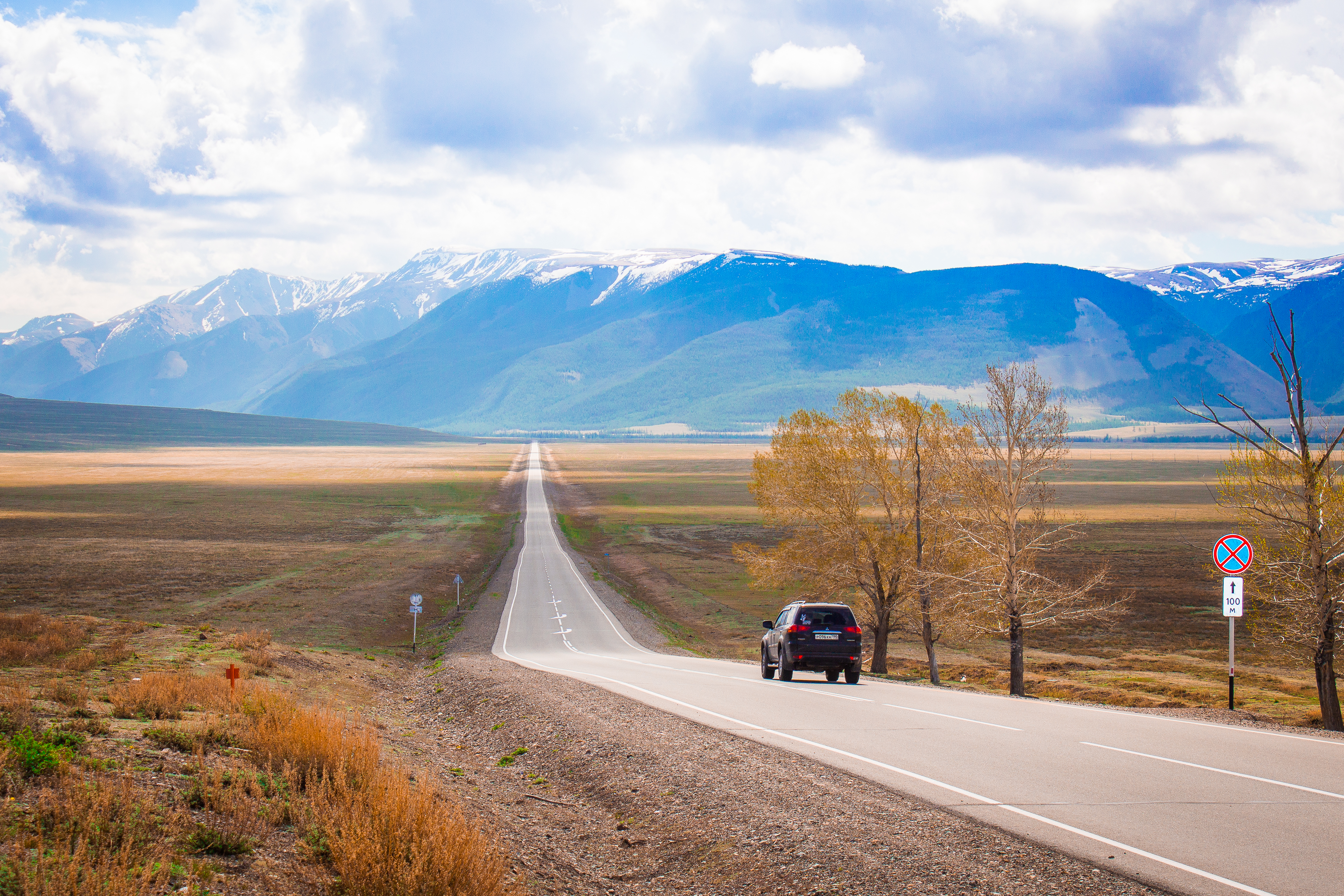
La R256 dans la steppe de Kouraï, en république de l'Altaï.
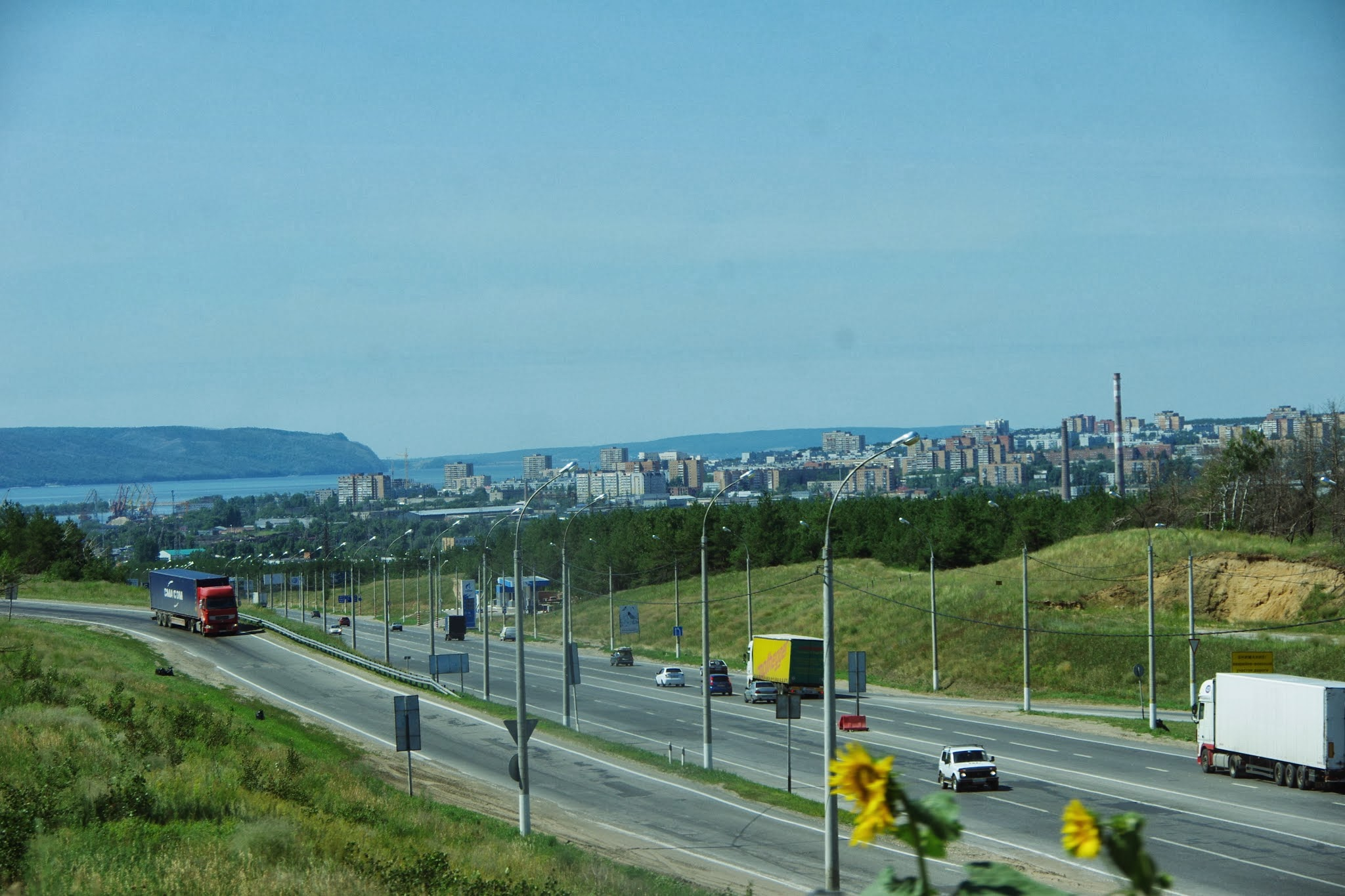
La M5 à Togliatti.
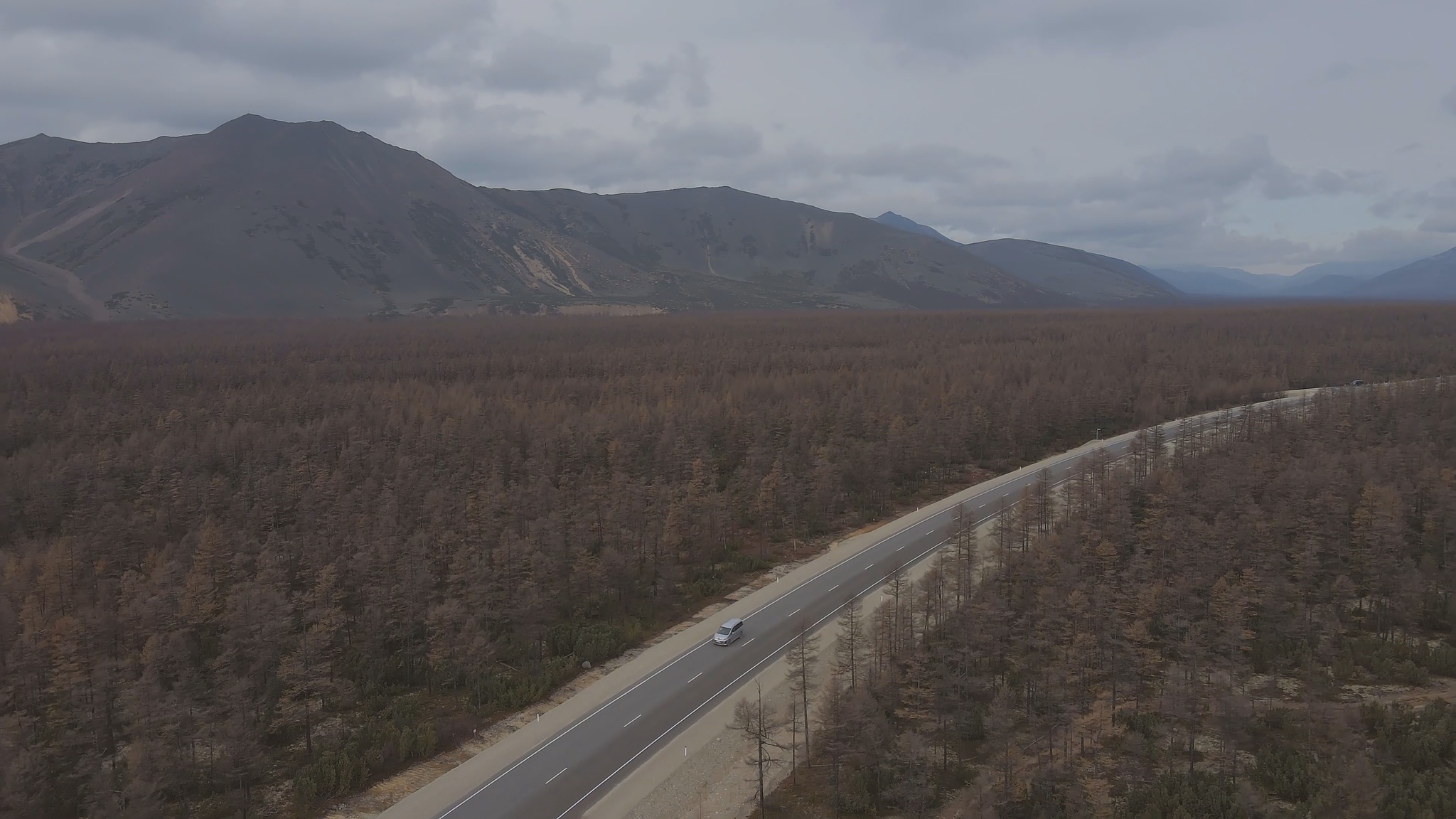
La R504 dans la Kolyma, dans l'oblast de Magadan.
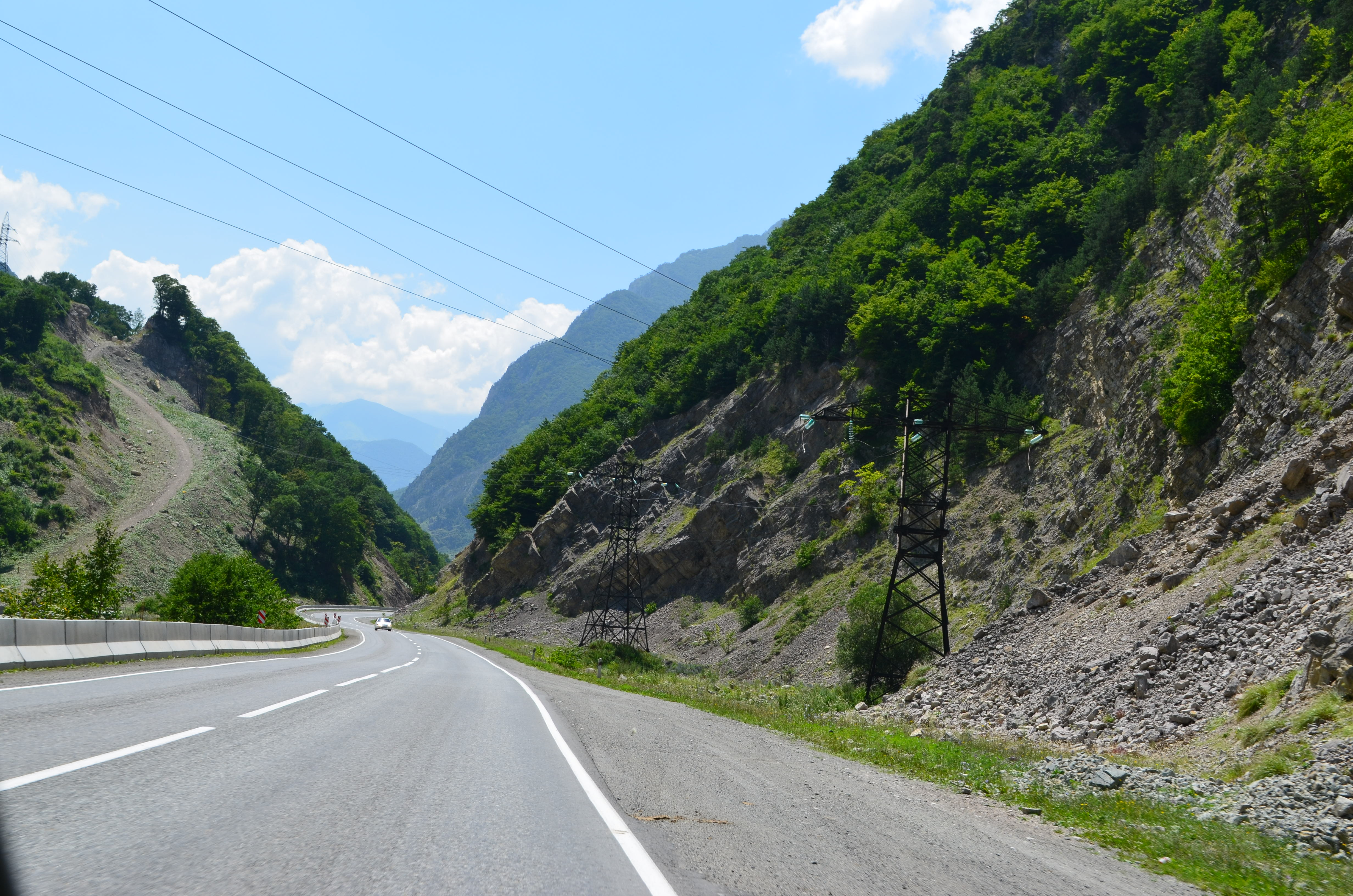
L'A164 en Ossétie du Nord-Alanie.
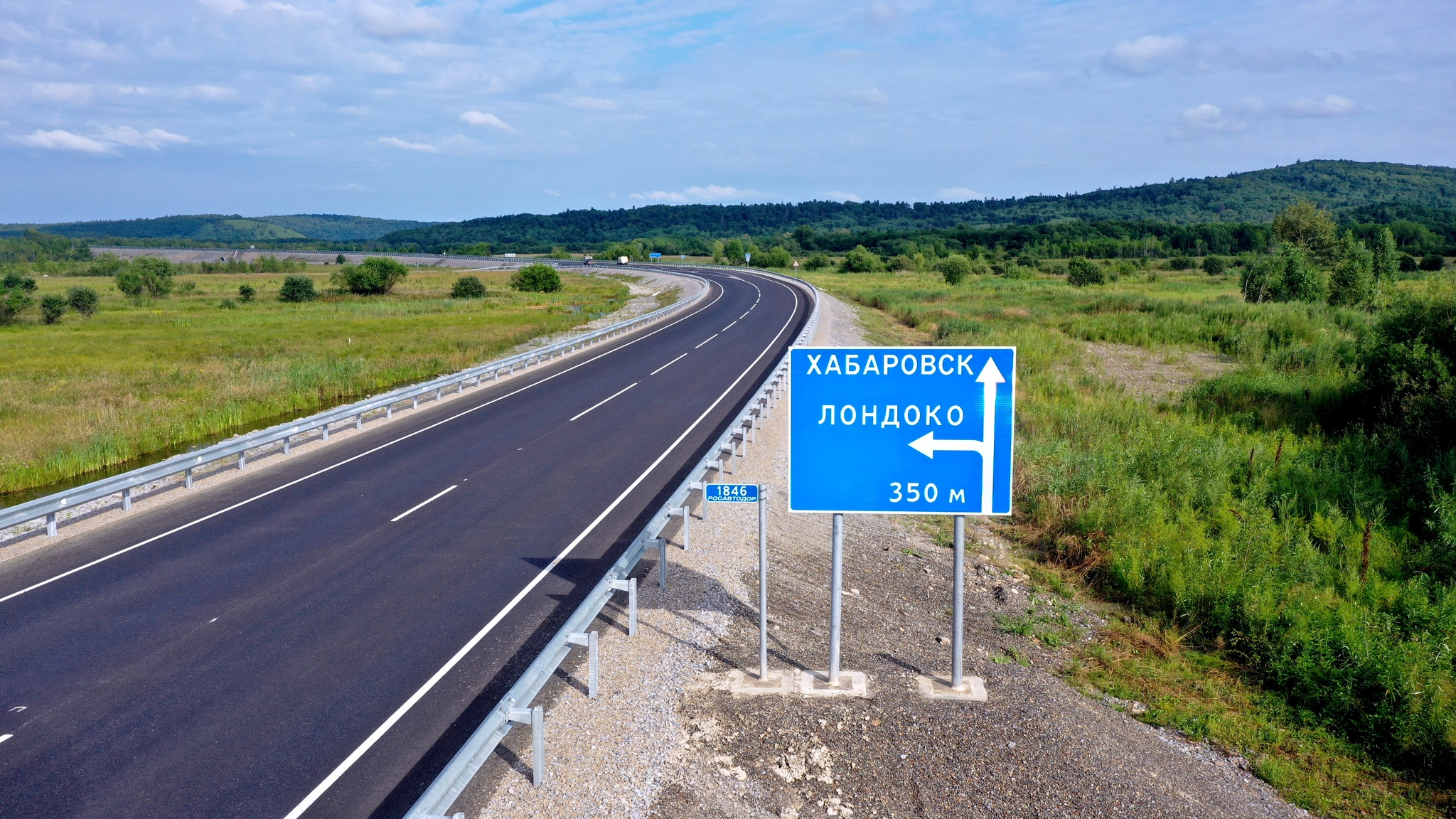
La R297 dans l'Oblast autonome juif.

### Caractéristiques
Les routes sont classées différemment en fonction de leurs caractéristiques. Pour la catégorie I, regroupant IA et IB, ces routes sont nommées Автомагистраль (avtomagistral), mais possèdent différents usages.
| Caractéristique des éléments de voirie              | Classement des routes | Classement des routes  | Classement des routes | Classement des routes | Classement des routes | Classement des routes | Classement des routes |
| Caractéristique des éléments de voirie              | Autoroute             | voie express           | Route ordinaire | Route ordinaire       | Route ordinaire       | Route ordinaire       | Route ordinaire       |
| Caractéristique des éléments de voirie              | Catégories            | Catégories             | Catégories | Catégories            | Catégories            | Catégories            | Catégories            |
| Caractéristique des éléments de voirie              | IA                    | IB                     | IB | II                    | III                   | IV                    | V                     |
| --------------------------------------------------- | --------------------- | ---------------------- | --- | --------------------- | --------------------- | --------------------- | --------------------- |
| Nombre total de voies de circulation                | 4 ou plus             | 4 ou plus              | 4 ou plus | 4 ou 2                | 2                     | 2                     | 1                     |
| Largeur de voie, m                                  | 3,75                  | 3,75                   | 3,5 - 3,75 | 3,5 - 3,75            | 3.25 - 3.5            | 3.0 - 3.25            | 3,5 - 4,5             |
| Largeur de l'accotement / B.A.U, m                  | 3,75                  | 3,75                   | 3,25 - 3,75 | 2.5 - 3.0             | 2.0 - 2.5             | 1.5 - 2.0             | 1,0 - 1,75            |
| Largeur du terre-plein central, m                   | 6                     | 5                      | 5 | non requis            | non requis            | non requis            | non requis            |
| Intersection avec d'autres routes                   | Échangeur requis      | Échangeur requis       | Autorisé au même niveau avec les voies expresses avec feux de signalisation, pas, moins de 5 km entre chaque intersection | autorisé              | autorisé              | autorisé              | autorisé              |
| Traversée de voies ferrées                          | à différents niveaux  | à différents niveaux   | à différents niveaux | autorisé              | autorisé              | autorisé              | autorisé              |
| Accès directs à la route                            | interdit              | autorisé tous les 5 km | autorisé tous les 5 kilomètres                                                                                            | autorisé              | autorisé              | autorisé              | autorisé              |
| Niveau maximal de congestion du trafic sur la route | 0,6                   | 0,65                   | 0,7 | 0,7                   | 0,7                   | 0,7                   | 0,7                   |

Répartition des routes fédérales en fonction de leur catégorie au début 2017
- Catégorie I (16 %)
- Catégorie II (41 %)
- Catégorie III (32 %)
- Catégorie IV (9 %)
- Catégorie V (2 %)

| Catégorie route   | Catégorie route | Estimation de l'intensité du trafic ( véhicules / jour ) |
| ----------------- | --------------- | -------------------------------------------------------- |
| Autoroute         | IA              | plus de 14000                                            |
| Voie expresse     | IB              | plus de 14000                                            |
| Routes ordinaires | IB              | plus de 14000                                            |
| Routes ordinaires | II              | plus de 6000                                             |
| Routes ordinaires | III             | 2000-6000                                                |
| Routes ordinaires | IV              | 200-2000                                                 |
| Routes ordinaires | V               | moins de 200                                             |

### Circulation routière
La circulation en Russie se fait à droite, comme dans la majorité des pays d'Europe. En 2000, il y avait 20 millions de voitures, contre 38 millions en 2012. Pour les camions, le chiffre est passé de 4,4 millions à 5,7 millions sur la même période.
Parc automobile en 2013 (en milliers)
Le graphique qui aurait dû être présenté ici ne peut pas être affiché car il utilise l'ancienne extension Graph, désactivée pour des questions de sécurité. Des indications pour créer un nouveau graphique avec la nouvelle extension Chart sont disponibles ici.

### Accidentalité
Pour les 9 premiers mois de 2022, il y avait eu en Russie 91 255 accidents, soit 6,1% de moins que sur la même période en 2021. Ces accidents ont entraîné la mort de 10 078 personnes et en ont blessé 115 139, soit des baisses respectives de 4,8% et de 6,3% par rapport à la même période en 2021. Un conducteur sur 5 impliqué dans un accident était en état d'ébriété sur les 9 premiers mois de 2021.

Morts sur la route entre 1991 et 2015 en Russie.

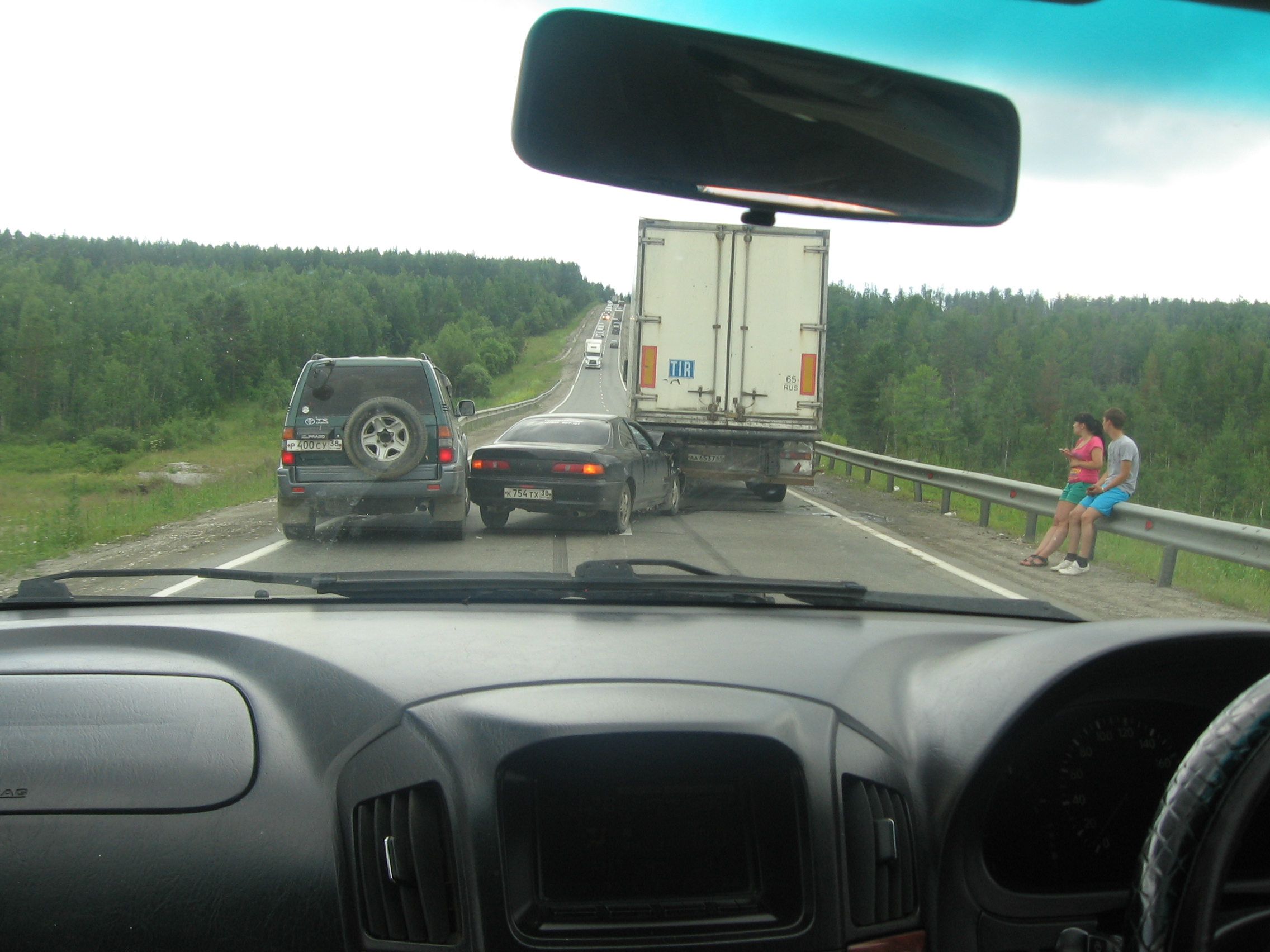
Accident en Sibérie.

| Répartition du nombre d'accidents en Russie' | |
| Le graphique qui aurait dû être présenté ici ne peut pas être affiché car il utilise l'ancienne extension Graph, désactivée pour des questions de sécurité. Des indications pour créer un nouveau graphique avec la nouvelle extension Chart sont disponibles ici . | Le graphique qui aurait dû être présenté ici ne peut pas être affiché car il utilise l'ancienne extension Graph, désactivée pour des questions de sécurité. Des indications pour créer un nouveau graphique avec la nouvelle extension Chart sont disponibles ici . |
| Nombre de personnes tuées | |
| Le graphique qui aurait dû être présenté ici ne peut pas être affiché car il utilise l'ancienne extension Graph, désactivée pour des questions de sécurité. Des indications pour créer un nouveau graphique avec la nouvelle extension Chart sont disponibles ici . | Le graphique qui aurait dû être présenté ici ne peut pas être affiché car il utilise l'ancienne extension Graph, désactivée pour des questions de sécurité. Des indications pour créer un nouveau graphique avec la nouvelle extension Chart sont disponibles ici . |
| Nombre de personnes blessées | |
| Le graphique qui aurait dû être présenté ici ne peut pas être affiché car il utilise l'ancienne extension Graph, désactivée pour des questions de sécurité. Des indications pour créer un nouveau graphique avec la nouvelle extension Chart sont disponibles ici . | Le graphique qui aurait dû être présenté ici ne peut pas être affiché car il utilise l'ancienne extension Graph, désactivée pour des questions de sécurité. Des indications pour créer un nouveau graphique avec la nouvelle extension Chart sont disponibles ici . |
| Source UNECE,. | |

### Gestion du réseau
Le réseau routier russe est géré par différentes entités en fonction de leur importance et de leur appartenance. Les routes d'importance fédérale sont gérées par Rosavtodor en grande majorité, et Avtodor en moindre mesure. Pour les routes d'importance régionale, ce sont les sujets qui les entretiennent.

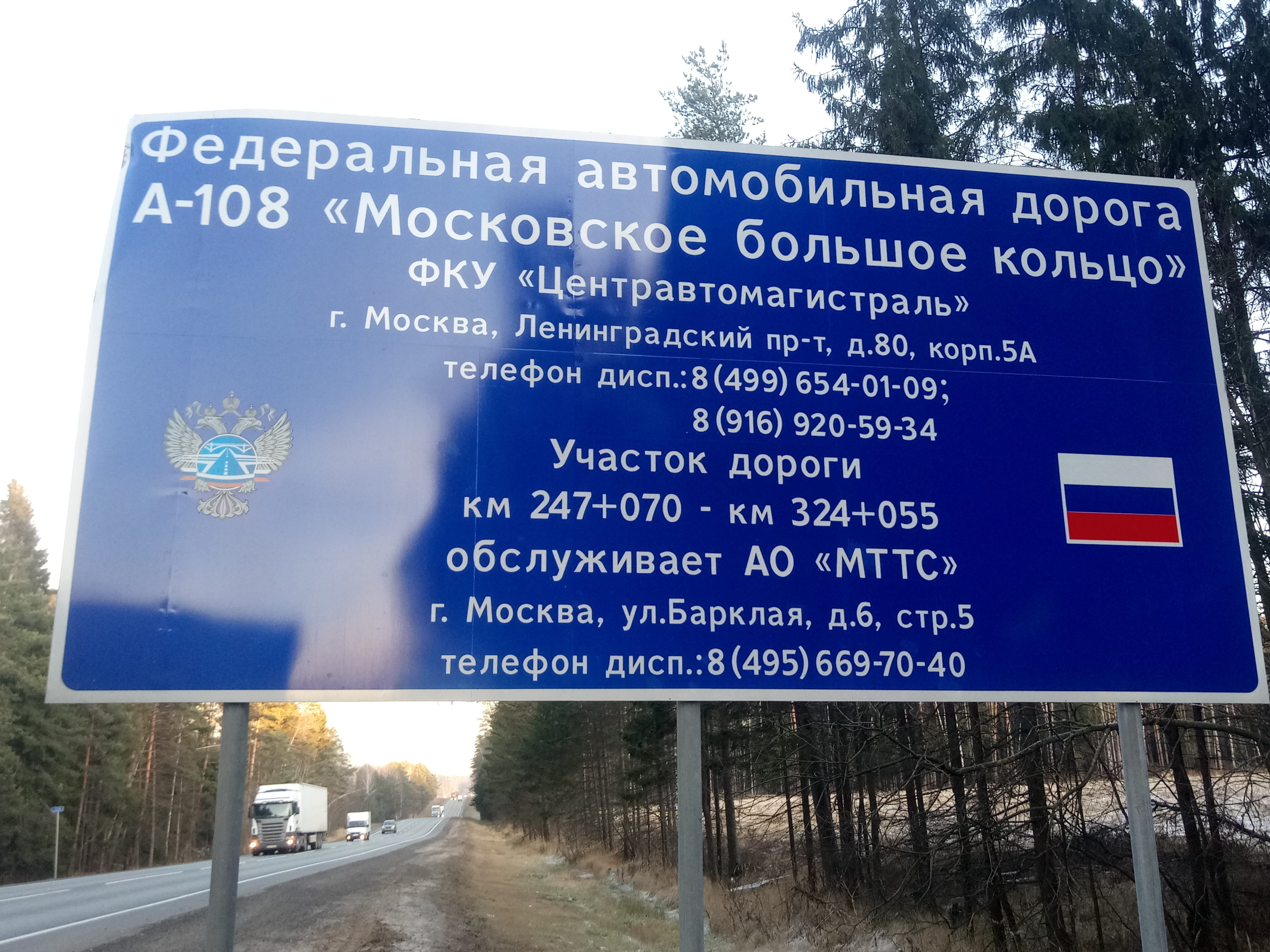
Panneau indiquant que Rosavtodor gère la route.

L'Agence fédérale des routes (en russe : Федеральное дорожное агентство), mieux connu sous le nom de Rosavtodor (en russe : Росавтодор) est une agence du ministère des transports russe chargée de gérer les infrastructures routières d'importance fédérale, avec 29 divisions en fonction de la région. Fin 2020, elle était chargée de 65 709, 015 kilomètres de routes, de plus de 6800 ponts, et d'autres infrastructures. 83% de son réseau, soit 47 496 kilomètres étaient aux normes attendues fin 2020. Sa dotation cette année-là était de 738,4 milliards de roubles. L'agence possède sa propre police et son chef est nommé par le gouvernement russe.

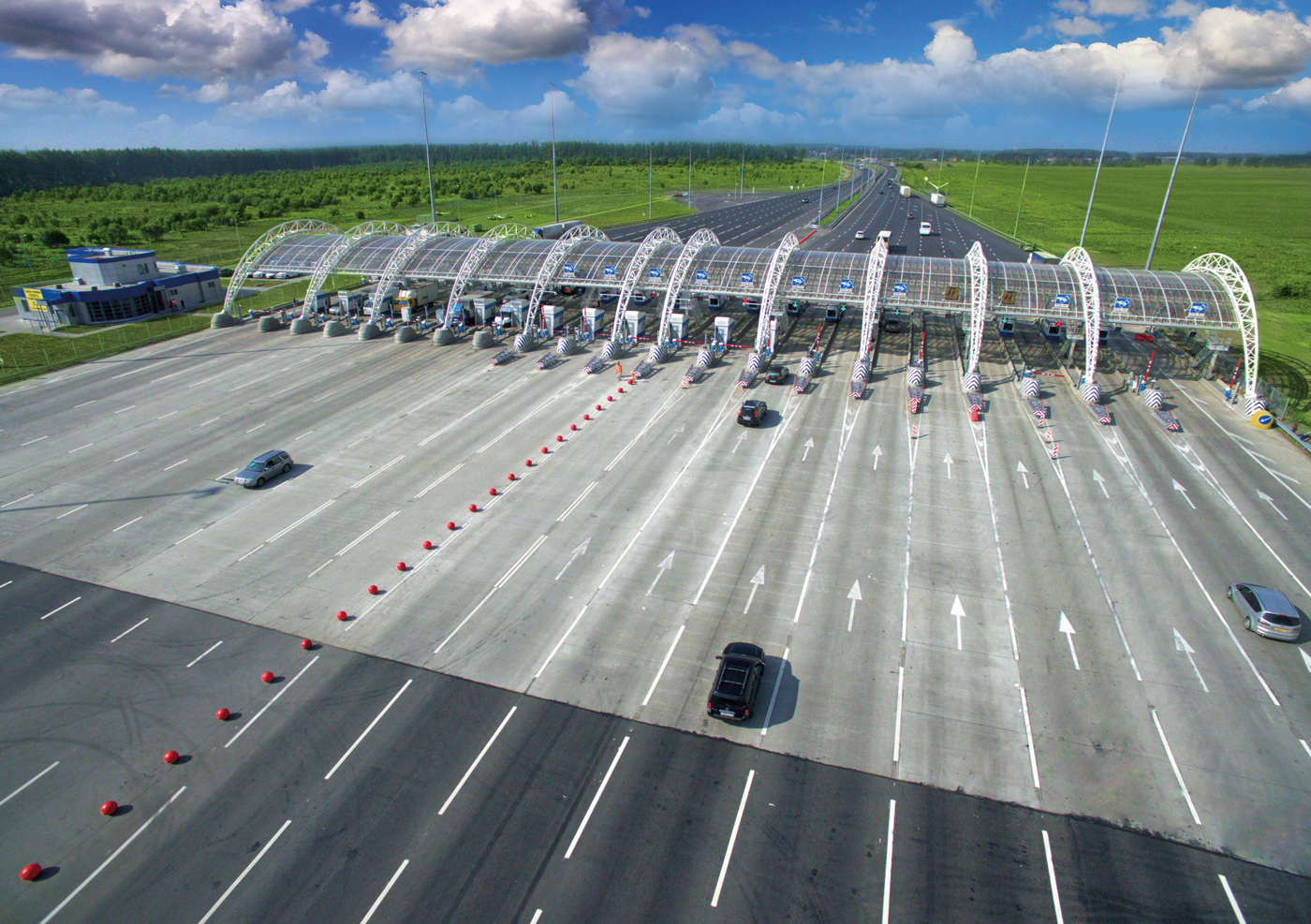
Gare de péage sur la M4.

L'autre agence est l'entreprise d'État Avtodor, créée par une loi fédérale en 2009, gère début 2023 4162 kilomètres de routes, dont 2024 kilomètres de routes à péage. Avtodor est un trust appartenant à 100% au ministère des transports russe et elle possède plusieurs filiales pour sa mission de gestion de routes, dont une entreprise spécialisée dans l'exploitation des péages. Certains autoroutes à péage sont d'ailleurs en flux libre. Avtodor gère actuellement les routes M1, M3, M4, M11, A105, une partie de l'A107, l'A113 et les parties ouvertes de la M12. C'est d'ailleurs cette entreprise qui construit la M12.

## Réseau routier
| Longueur du réseau routier russe, toute catégorie de route comprise (en km) | Longueur du réseau routier russe, toute catégorie de route comprise (en km) | Longueur du réseau routier russe, toute catégorie de route comprise (en km) | Longueur du réseau routier russe, toute catégorie de route comprise (en km) | Longueur du réseau routier russe, toute catégorie de route comprise (en km) |
| --------------------------------------------------------------------------- | --------------------------------------------------------------------------- | --------------------------------------------------------------------------- | --------------------------------------------------------------------------- | --------------------------------------------------------------------------- |
| Longueur totale                                                             | 2006                                                                        | 2011                                                                        | 2016                                                                        | 2021                                                                        |
| Longueur totale                                                             | 701 109,1                                                                   | 927 287,5                                                                   | 1 498 497,1                                                                 | 1 566 148,1                                                                 |
| District fédéral central                                                    | 151 262,1                                                                   | 198 422,5                                                                   | 344 633,8                                                                   | 359 049,5                                                                   |
| Oblast de Belgorod                                                          | 7 162,2                                                                     | 7 300,0                                                                     | 21 775,1                                                                    | 21 949,8                                                                    |
| Oblast de Briansk                                                           | 6 551,3                                                                     | 7 272,8                                                                     | 16 751,5                                                                    | 17 403,1                                                                    |
| Oblast de Vladimir                                                          | 5 677,8                                                                     | 12 552,0                                                                    | 14 802,1                                                                    | 15 446,7                                                                    |
| Oblast de Voronej                                                           | 10 698,0                                                                    | 11 610,2                                                                    | 29 035,3                                                                    | 30 673,5                                                                    |
| Oblast d'Ivanovo                                                            | 3 781,0                                                                     | 7 489,4                                                                     | 11 351,9                                                                    | 11 651,4                                                                    |
| Oblast de Kalouga                                                           | 13 654,1                                                                    | 15 488,0                                                                    | 16 075,8                                                                    | 16 094,1                                                                    |
| Oblast de Kostroma                                                          | 8 373,6                                                                     | 8 154,0                                                                     | 13 811,3                                                                    | 13 854,0                                                                    |
| Oblast de Koursk                                                            | 8 033,5                                                                     | 9 219,2                                                                     | 17 157,5                                                                    | 17 538,6                                                                    |
| Oblast de Lipetsk                                                           | 6 226,5                                                                     | 7 455,7                                                                     | 16 601,6                                                                    | 16 500,4                                                                    |
| Oblast de Moscou                                                            | 24 936,1                                                                    | 38 884,5                                                                    | 39 608,3                                                                    | 44 143,1                                                                    |
| Oblast d'Orel                                                               | 5 513,9                                                                     | 7 041,6                                                                     | 15 674,4                                                                    | 16 980,6                                                                    |
| Oblast de Riazan                                                            | 7 237,3                                                                     | 8 640,8                                                                     | 15 835,4                                                                    | 16 277,1                                                                    |
| Oblast de Smolensk                                                          | 9 063,7                                                                     | 9 105,8                                                                     | 24 076,0                                                                    | 25 267,3                                                                    |
| Oblast de Tambov                                                            | 5 772,2                                                                     | 10 082,9                                                                    | 19 444,3                                                                    | 19 361,1                                                                    |
| Oblast de Tver                                                              | 16 570,4                                                                    | 18 871,3                                                                    | 33 950,4                                                                    | 35 823,9                                                                    |
| Oblast de Toula                                                             | 5 231,4                                                                     | 6 174,7                                                                     | 13 731,0                                                                    | 14 749,0                                                                    |
| Oblast de Iaroslavl                                                         | 6 779,1                                                                     | 13 079,6                                                                    | 18 508,5                                                                    | 18 516,5                                                                    |
| Moscou                                                                      |                                                                             |                                                                             | 6 443,4                                                                     | 6 819,3                                                                     |
| District fédéral du Nord-Ouest                                              | 83 819,8                                                                    | 95 728,5                                                                    | 143 091,8                                                                   | 146 807,5                                                                   |
| République de Carélie                                                       | 7 910,3                                                                     | 8 071,9                                                                     | 10 843,5                                                                    | 11 116,0                                                                    |
| République des Komis                                                        | 6 953,6                                                                     | 6 825,1                                                                     | 7 570,9                                                                     | 7 896,9                                                                     |
| Oblast d'Arkhangelsk                                                        | 14 661,5                                                                    | 18 016,5                                                                    | 19 798,2                                                                    | 20 174,9                                                                    |
| comprenant :                                                                |                                                                             |                                                                             |                                                                             |                                                                             |
| District autonome de Nénétsie                                               | 277,6                                                                       | 282,2                                                                       | 332,0                                                                       | 404,5                                                                       |
| Oblast sans le district autonome                                            | 14 383,9                                                                    | 17 734,3                                                                    | 19 466,2                                                                    | 19 770,4                                                                    |
| Oblast de Volgograd                                                         | 13 820,7                                                                    | 13 617,6                                                                    | 28 805,0                                                                    | 28 681,1                                                                    |
| Oblast de Kaliningrad                                                       | 6 588,1                                                                     | 6 882,3                                                                     | 9 044,7                                                                     | 9 173,5                                                                     |
| Oblast de Léningrad                                                         | 11 182,4                                                                    | 12 217,7                                                                    | 22 298,9                                                                    | 23 166,3                                                                    |
| Oblast de Mourmansk                                                         | 2 703,8                                                                     | 3 083,8                                                                     | 3 553,6                                                                     | 3 662,4                                                                     |
| Oblast de Novgorod                                                          | 9 310,2                                                                     | 11 074,1                                                                    | 14 808,9                                                                    | 15 302,4                                                                    |
| Oblast de Pskov                                                             | 10 689,2                                                                    | 15 939,5                                                                    | 22 878,9                                                                    | 24 059,0                                                                    |
| Saint-Pétersbourg                                                           |                                                                             |                                                                             | 3 489,2                                                                     | 3 574,9                                                                     |
| District fédéral du Sud                                                     | 61 160,2                                                                    | 75 877,2                                                                    | 135 919,6                                                                   | 151 108,0                                                                   |
| République d'Adyguée                                                        | 1 585,7                                                                     | 4 705,3                                                                     | 4 774,2                                                                     | 4 833,0                                                                     |
| République de Kalmoukie                                                     | 3 841,3                                                                     | 3 752,1                                                                     | 4 581,6                                                                     | 5 209,6                                                                     |
| République de Crimée                                                        |                                                                             |                                                                             | 15 289,4                                                                    | 15 868,6                                                                    |
| Kraï de Krasnodar                                                           | 17 323,3                                                                    | 25 445,7                                                                    | 40 897,5                                                                    | 43 092,2                                                                    |
| Oblast d'Astrakhan                                                          | 3 432,4                                                                     | 5 093,7                                                                     | 6 776,5                                                                     | 7 019,8                                                                     |
| Oblast de Volgograd                                                         | 18 697,7                                                                    | 21 292,4                                                                    | 27 455,7                                                                    | 38 375,3                                                                    |
| Oblast de Rostov                                                            | 16 279,8                                                                    | 15 588,0                                                                    | 35 219,0                                                                    | 35 587,0                                                                    |
| Sébastopol                                                                  |                                                                             |                                                                             | 925,6                                                                       | 1 122,5                                                                     |
| District fédéral du Caucase du Nord                                         | 31 335,9                                                                    | 61 200,7                                                                    | 85 866,9                                                                    | 92 086,7                                                                    |
| République du Daghestan                                                     | 8 156,7                                                                     | 22 715,3                                                                    | 26 677,7                                                                    | 30 250,4                                                                    |
| République d'Ingouchie                                                      | 975,8                                                                       | 3 411,5                                                                     | 4 591,6                                                                     | 4 615,8                                                                     |
| République de Kabardino-Balkirie                                            | 6 381,6                                                                     | 7 481,5                                                                     | 9 055,5                                                                     | 10 311,9                                                                    |
| République de Karatchaïévo-Tcherkessie                                      | 3 364,0                                                                     | 4 061,3                                                                     | 6 791,0                                                                     | 7 065,7                                                                     |
| République d'Ossétie du Nord-Alanie                                         | 2 287,8                                                                     | 3 671,2                                                                     | 6 249,8                                                                     | 6 587,7                                                                     |
| République de Tchétchénie                                                   | 3 105,0                                                                     | 9 466,4                                                                     | 12 304,1                                                                    | 12 826,6                                                                    |
| Kraï de Stravropol                                                          | 7 065,0                                                                     | 10 393,5                                                                    | 20 197,2                                                                    | 20 428,6                                                                    |
| District fédéral de Privoljié                                               | 146 323,1                                                                   | 197 503,2                                                                   | 343 825,2                                                                   | 357 851,6                                                                   |
| République de Bachkirie                                                     | 25 733,8                                                                    | 25 821,9                                                                    | 47 776,5                                                                    | 49 809,4                                                                    |
| République des Maris                                                        | 5 084,4                                                                     | 5 853,1                                                                     | 9 553,4                                                                     | 8 678,2                                                                     |
| République de Mordovie                                                      | 5 458,8                                                                     | 9 196,9                                                                     | 13 269,6                                                                    | 13 663,1                                                                    |
| République du Tatarstan                                                     | 14 643,3                                                                    | 29 584,3                                                                    | 38 947,9                                                                    | 40 326,1                                                                    |
| République d'Oudmourtie                                                     | 7 313,1                                                                     | 16 235,8                                                                    | 17 309,0                                                                    | 17 364,7                                                                    |
| République de Tchouvachie                                                   | 4 970,9                                                                     | 6 205,4                                                                     | 12 323,6                                                                    | 12 674,5                                                                    |
| Kraï de Perm                                                                | 12 073,0                                                                    | 14 467,9                                                                    | 31 498,5                                                                    | 32 458,7                                                                    |
| Oblast de Kirov                                                             | 11 509,2                                                                    | 14 587,4                                                                    | 24 151,8                                                                    | 24 980,2                                                                    |
| Oblast de Nijni Novgorod                                                    | 13 585,2                                                                    | 18 286,0                                                                    | 32 079,2                                                                    | 33 181,5                                                                    |
| Oblast d'Orenbourg                                                          | 13 878,0                                                                    | 14 415,8                                                                    | 25 730,5                                                                    | 25 360,0                                                                    |
| Oblast de Penza                                                             | 6 713,0                                                                     | 6 787,1                                                                     | 15 688,5                                                                    | 16 265,7                                                                    |
| Oblast de Salara                                                            | 8 351,0                                                                     | 15 578,9                                                                    | 36 673,7                                                                    | 42 400,5                                                                    |
| Oblast de Saratov                                                           | 10 593,1                                                                    | 13 936,1                                                                    | 26 456,6                                                                    | 27 391,2                                                                    |
| Oblast d'Oulianovsk                                                         | 6 416,3                                                                     | 6 546,6                                                                     | 12 366,4                                                                    | 13 297,8                                                                    |
| District fédéral de l'Oural                                                 | 44 569,7                                                                    | 52 687,7                                                                    | 97 239,6                                                                    | 105 588,3                                                                   |
| Oblast de Kourgan                                                           | 9 053,7                                                                     | 12 461,2                                                                    | 16 537,1                                                                    | 16 719,9                                                                    |
| Oblast de Sverdlovsk                                                        | 11 839,5                                                                    | 14 599,5                                                                    | 30 836,0                                                                    | 32 120,7                                                                    |
| Oblast de Tioumen                                                           | 14 539,8                                                                    | 15 545,2                                                                    | 28 578,7                                                                    | 29 654,6                                                                    |
| comprenant :                                                                |                                                                             |                                                                             |                                                                             |                                                                             |
| District autonome des Khantys-Mansis                                        | 2 943,3                                                                     | 3 330,4                                                                     | 6 903,4                                                                     | 7 363,6                                                                     |
| District autonome de Iamalie-Nénétsie                                       | 1 100,3                                                                     | 1 405,2                                                                     | 2 491,2                                                                     | 2 986,2                                                                     |
| Oblast de Tioumen sans les districts                                        | 10 496,2                                                                    | 10 809,6                                                                    | 19 184,2                                                                    | 19 304,8                                                                    |
| Oblast de Tcheliabinsk                                                      | 9 136,7                                                                     | 10 081,8                                                                    | 21 287,8                                                                    | 27 093,0                                                                    |
| District fédéral sibérien                                                   | 95 579,4                                                                    | 161 634,7                                                                   | 223 378,8                                                                   | 225 519,8                                                                   |
| République de l'Altaï                                                       | 3 746,2                                                                     | 3 656,3                                                                     | 6 152,9                                                                     | 6 417,2                                                                     |
| République de Touva                                                         | 4 887,8                                                                     | 4 619,6                                                                     | 8 262,2                                                                     | 8 965,2                                                                     |
| République de Khakassie                                                     | 2 705,6                                                                     | 2 938,4                                                                     | 7 145,7                                                                     | 7 818,3                                                                     |
| Kraï de l'Altaï                                                             | 16 637,5                                                                    | 54 387,4                                                                    | 55 693,3                                                                    | 53 400,9                                                                    |
| Kraï de Krasnodar                                                           | 13 568,1                                                                    | 31 413,7                                                                    | 32 524,3                                                                    | 32 589,9                                                                    |
| Oblast d'Irkoutsk                                                           | 14 138,4                                                                    | 18 863,1                                                                    | 30 494,0                                                                    | 31 595,4                                                                    |
| Oblast de Kemerovo                                                          | 8 031,0                                                                     | 9 404,3                                                                     | 20 157,8                                                                    | 20 984,5                                                                    |
| Oblast de Novossibirsk                                                      | 13 488,5                                                                    | 14 485,1                                                                    | 28 155,0                                                                    | 28 320,2                                                                    |
| Oblast d'Omsk                                                               | 13 097,5                                                                    | 16 150,1                                                                    | 23 790,9                                                                    | 24 206,6                                                                    |
| Oblast de Tomsk                                                             | 5 278,8                                                                     | 5 716,7                                                                     | 11 002,6                                                                    | 11 221,7                                                                    |
| District fédéral extrême-oriental                                           | 87 058,9                                                                    | 84 223,0                                                                    | 124 541,4                                                                   | 128 133,9                                                                   |
| République de Bouriatie                                                     | 7 086,3                                                                     | 8 287,2                                                                     | 14 695,2                                                                    | 14 869,3                                                                    |
| République de Sakha (Iakoutie)                                              | 24 508,0                                                                    | 19 907,2                                                                    | 29 645,8                                                                    | 31 142,9                                                                    |
| Kraï de Transbaïkalie                                                       | 24 596,8                                                                    | 21 840,0                                                                    | 21 881,0                                                                    | 22 688,1                                                                    |
| Kraï du Kamtchatka                                                          | 1 777,7                                                                     | 1 787,7                                                                     | 2 127,6                                                                     | 2 278,2                                                                     |
| Kraï du Primorié                                                            | 7 204,0                                                                     | 8 578,7                                                                     | 16 858,0                                                                    | 17 097,2                                                                    |
| Kraï de Khabarovsk                                                          | 5 037,8                                                                     | 6 007,2                                                                     | 10 519,9                                                                    | 10 950,1                                                                    |
| Oblast de l'Amour                                                           | 8 569,0                                                                     | 8 546,3                                                                     | 16 362,8                                                                    | 16 445,5                                                                    |
| Oblast de Magadan                                                           | 2 377,9                                                                     | 2 289,1                                                                     | 2 745,8                                                                     | 2 713,3                                                                     |
| Oblast de Sakhaline                                                         | 2 470,7                                                                     | 3 182,3                                                                     | 4 713,9                                                                     | 4 852,6                                                                     |
| Oblast autonome juif                                                        | 1 594,4                                                                     | 1 829,7                                                                     | 2 826,7                                                                     | 2 852,9                                                                     |
| District autonome de Tchoukotka                                             | 1 836,3                                                                     | 1 977,6                                                                     | 2 164,8                                                                     | 2 243,9                                                                     |

### Autoroutes

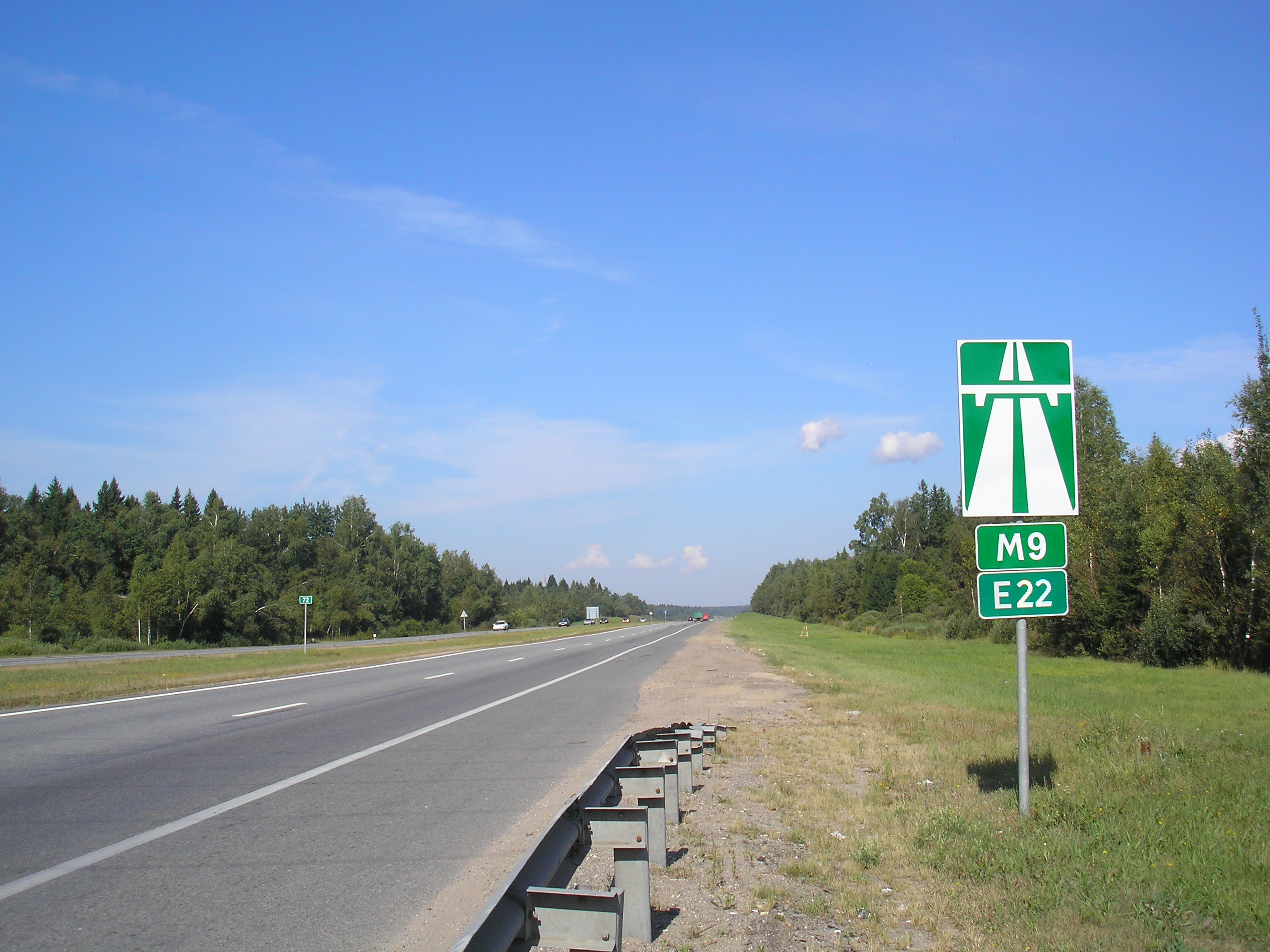
Panneau 5.1 au début de la section autoroutière de la M9.

Les autoroutes en Russie,, c'est-à-dire les routes de classe IA, sont nommées Скоростная автомобильная дорога, soit littéralement « routes automobiles à grande vitesse » si tout l'itinéraire est entièrement autoroutier (la M11 et la M12 par exemple) mais n'ont pas de noms spécifiques si l'itinéraire total n'est que partiellement autoroutier (comme la M4).
Elles sont désignées par le panneau de signalisation russe 5.1, et elles sont de couleur verte.
La vitesse maximale est de 110 km/h pour les véhicules jusqu'à 3,5 tonnes, dont les motos. Pour les poids-lourds et les véhicules avec remorques, la vitesse maximale est de 90 km/h. Cependant depuis août 2013, certains tronçons peuvent avoir une vitesse maximale de 130 km/h. Tous les véhicules avec une vitesse maximale de 40 km/h ou moins sont interdits. Les autoroutes disposent d'aires de repos et de services.
Au 15 mars 2022, les sections de routes en Russie classées comme autoroutes étaient :
- La M1 dans l'ouest de Moscou ;
- La M2 entre la MKAD et l'ouest de Toula ;
- La M4 entre la MKAD et Kachira, à l'ouest de Zadonsk, dans le sud-est de Voronej, à Aksaï, dans l'Adyguée et d'autres ;
- La M5 sur différents petits tronçons dont au sud d'Oufa ;
- La M7 sur différents tronçons dont pendant le contournement sud de Nijni Novgorod et dans l'est de Kazan ;
- La M8 dans le nord de Moscou ;
- La M9 de Moscou à Volokolamsk ;Panneau de direction en vert sur la M11.
- La M11 (entièrement) ;
- La M12 (entièrement) ;

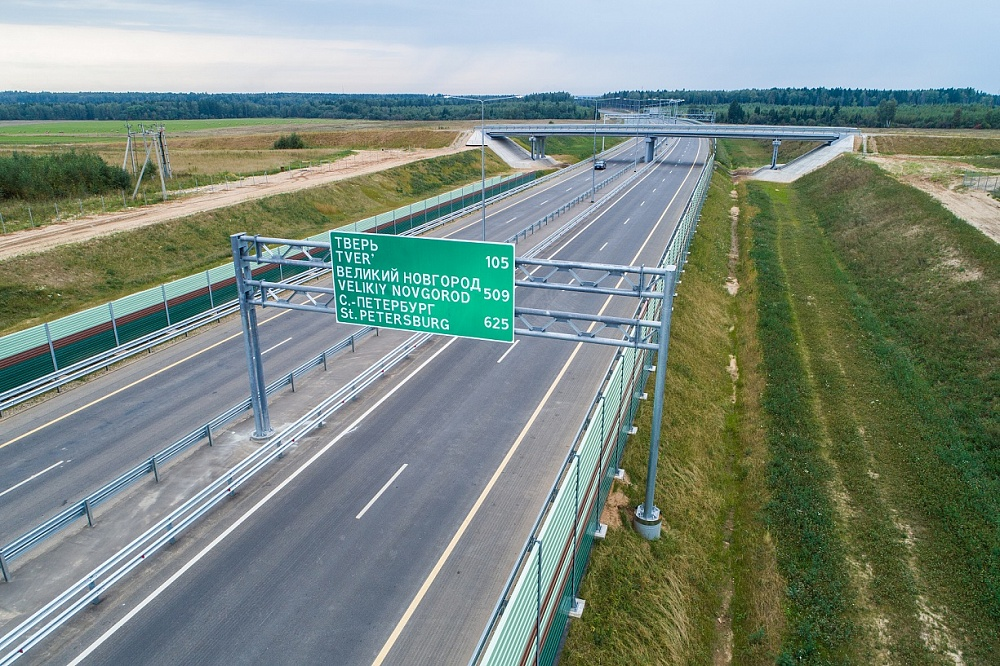
Panneau de direction en vert sur la M11.

- La R242 (uniquement dans le sud et l'ouest de Perm) ;
- L'A113 (entièrement) ;
- L'A118 (entièrement) ;
- La 32K-445 entre Kemerovo et Leninsk-Kouznetski[24] (seule autoroute sibérienne);
- La Rocade express ouest ;
- Et d'autres sections de routes.

Autoroutes de Russie
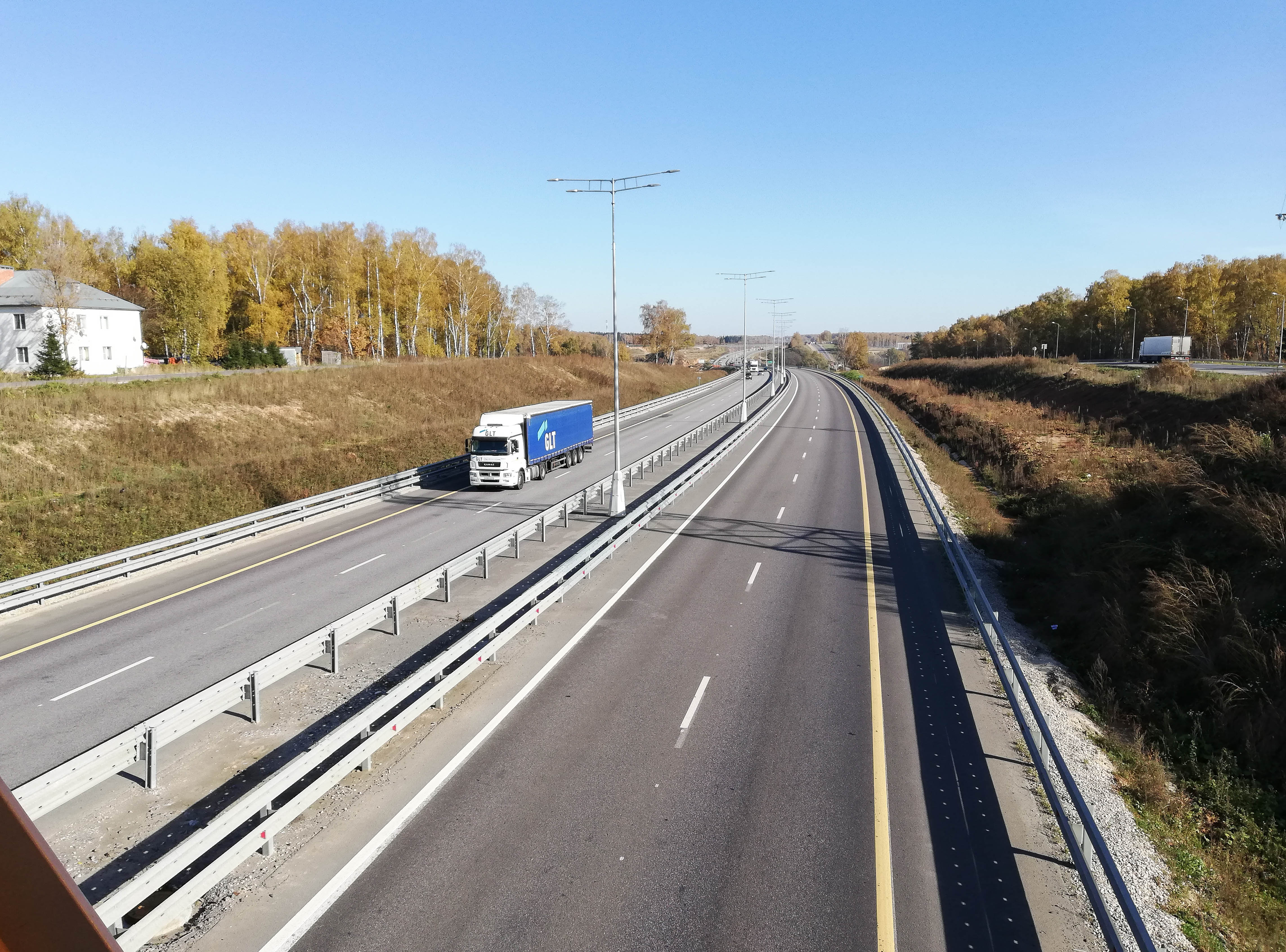
L'A113, aussi connu sous le nom de périphérique central.
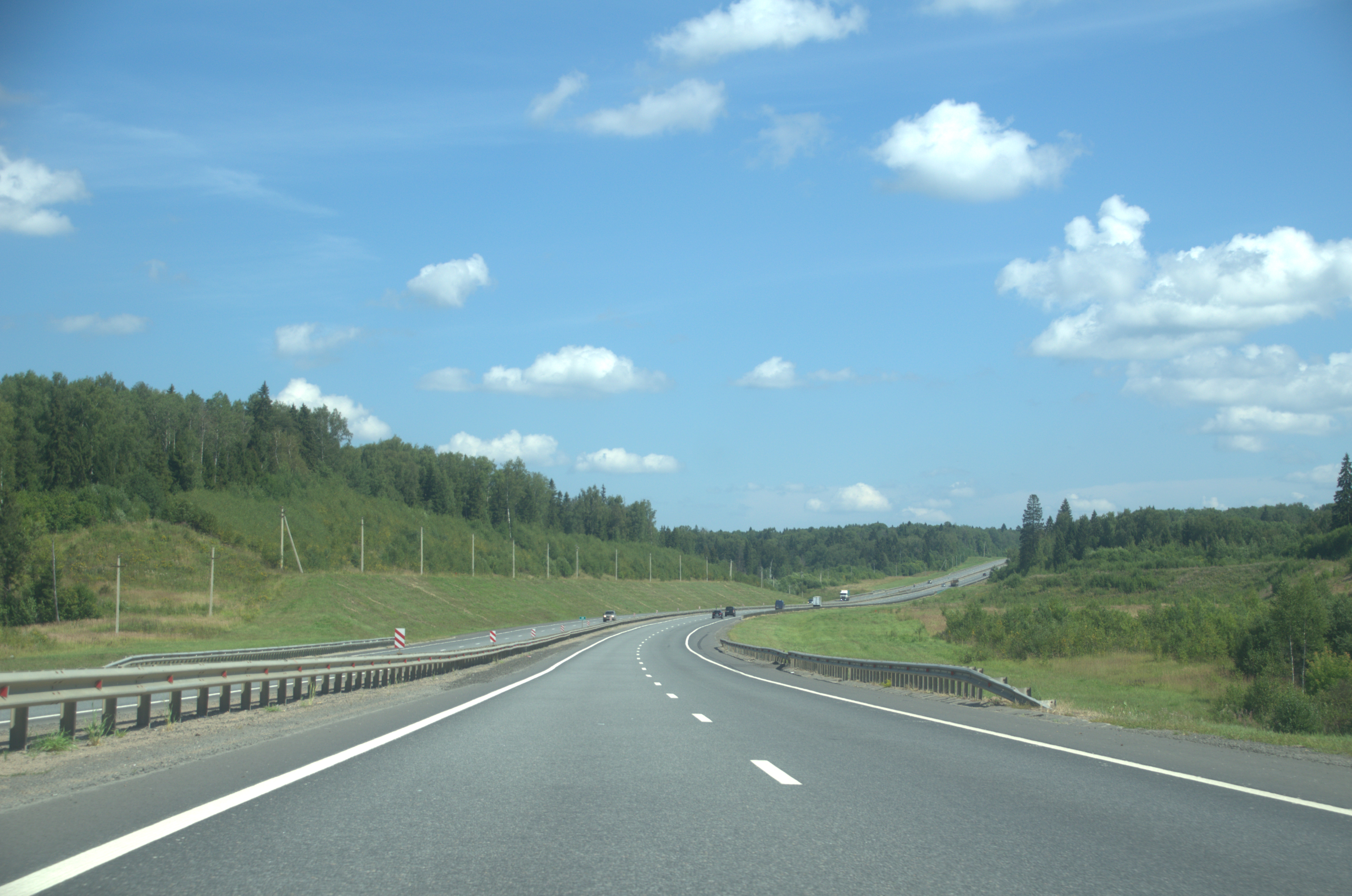
La M8 dans l'oblast de Vladimir.
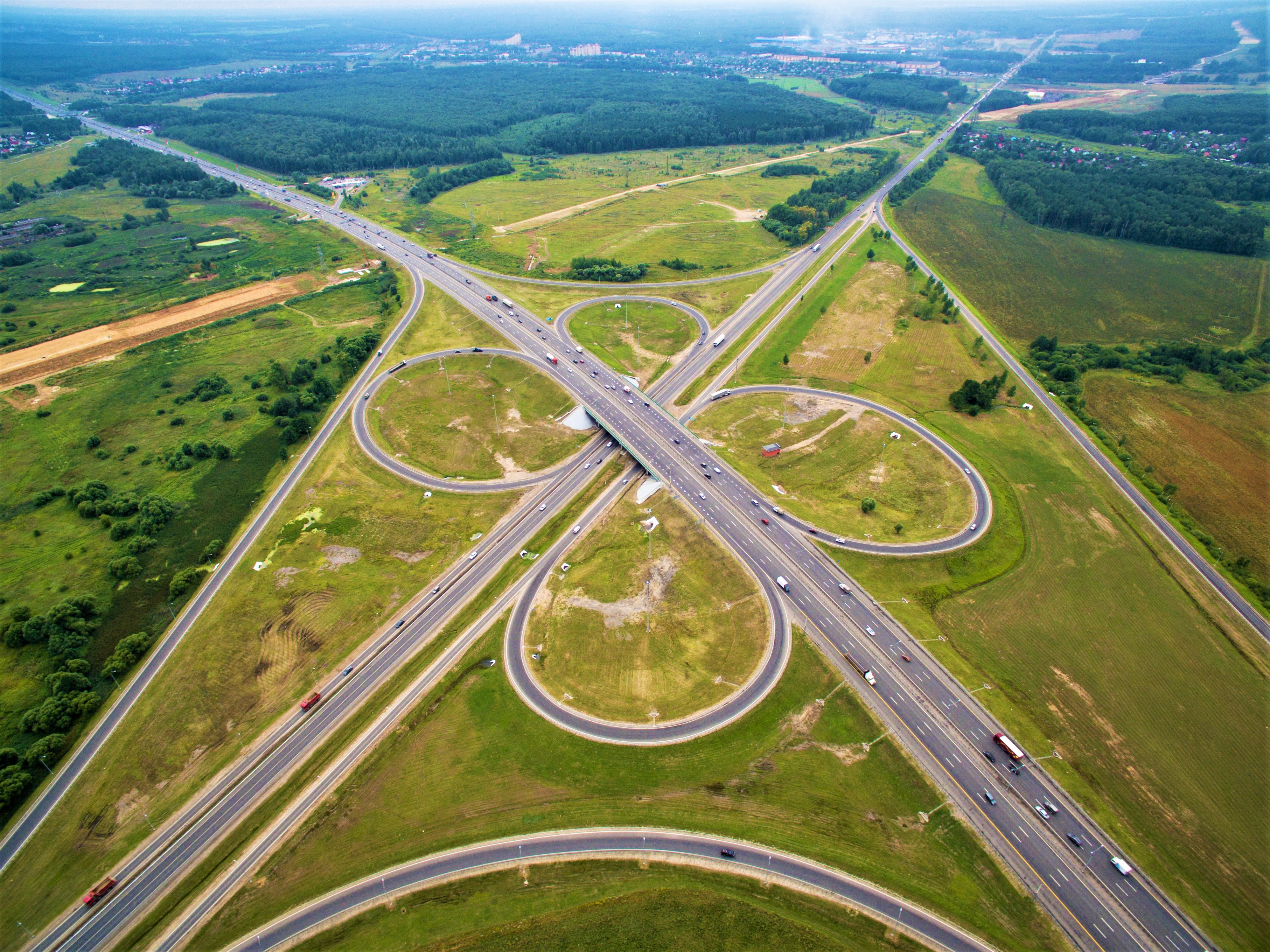
Échangeur entre l'autoroute M2 et l'A107.
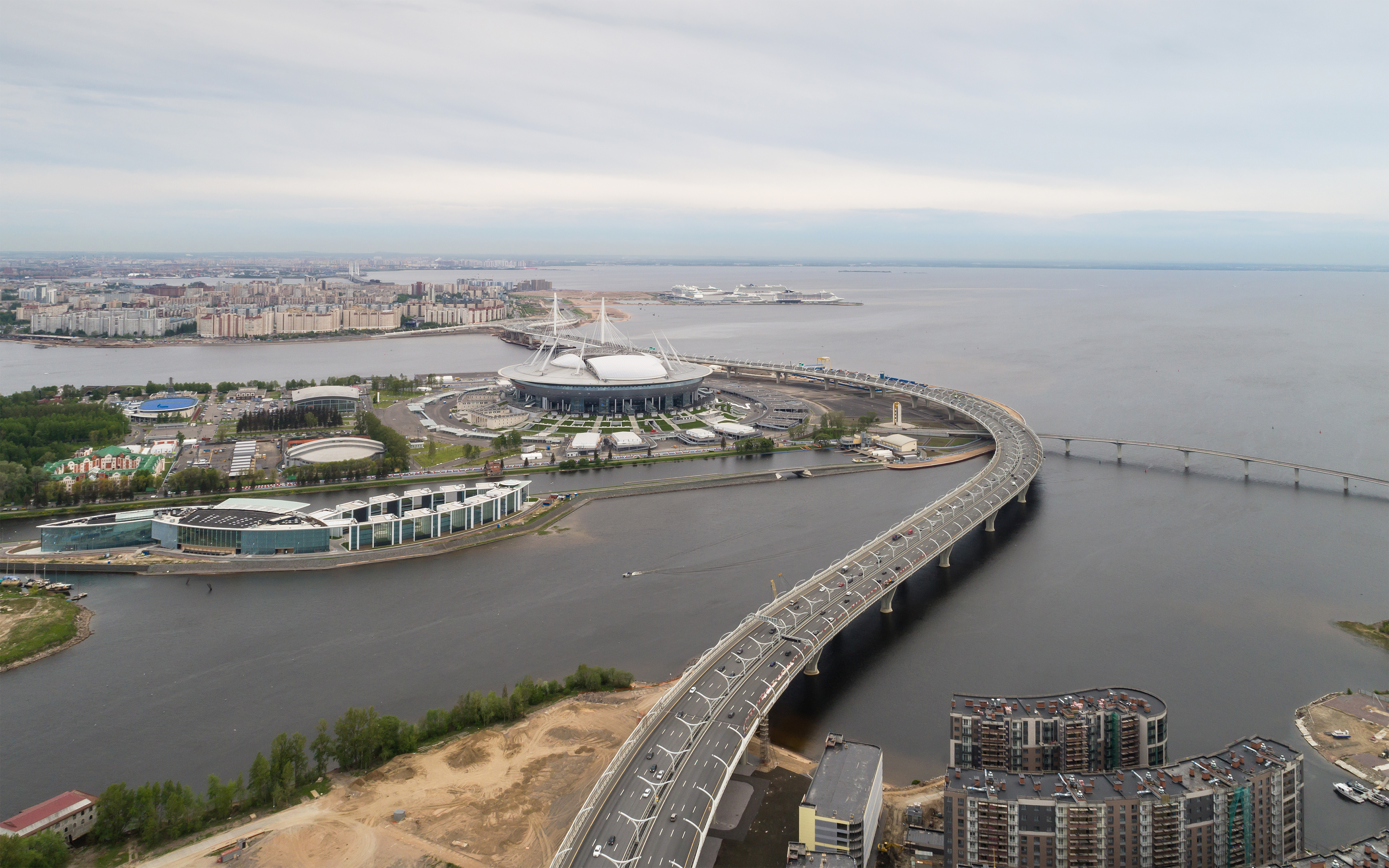
Rocade expresse ouest.
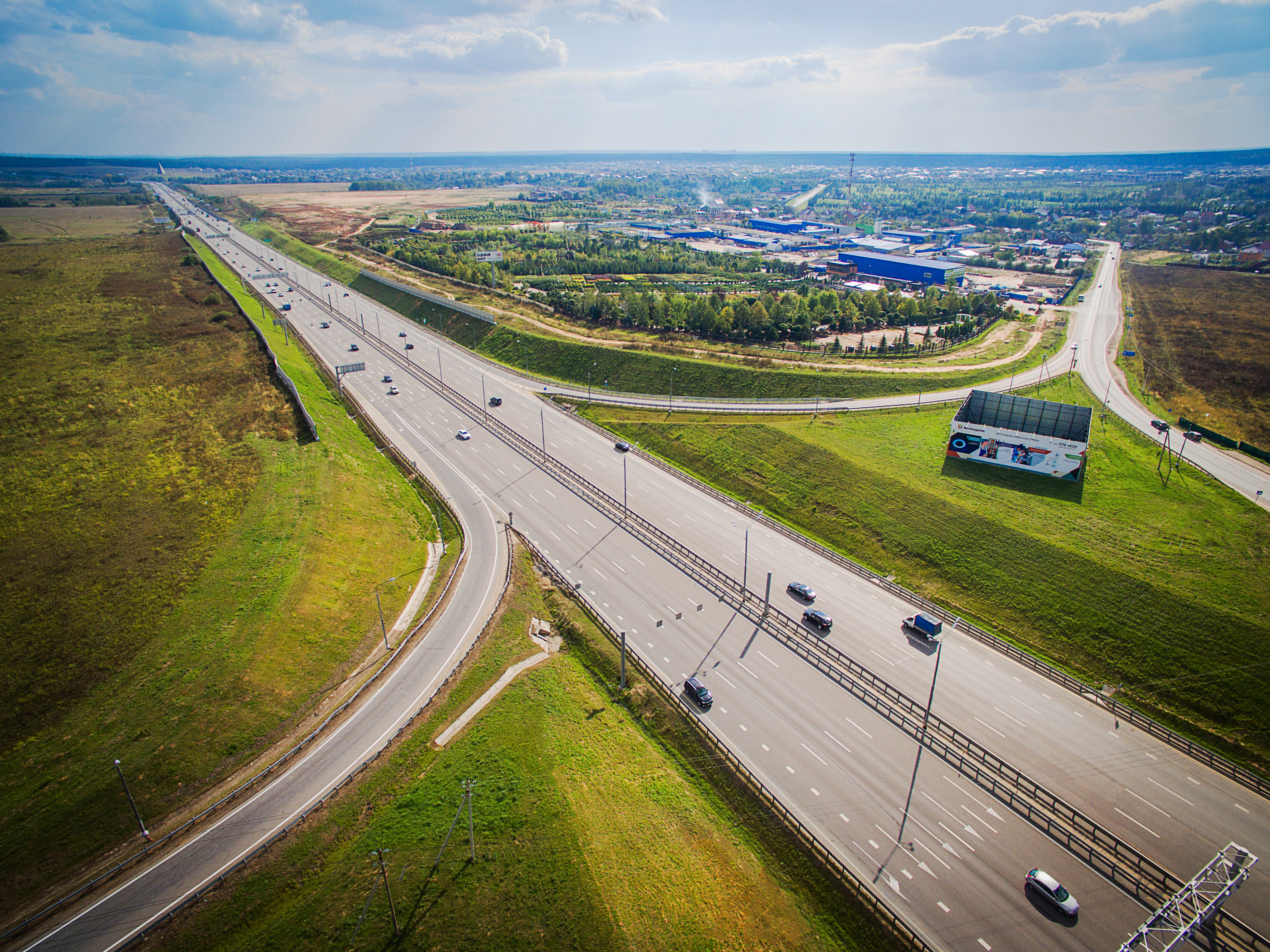
M9 dans l'ouest de Moscou.
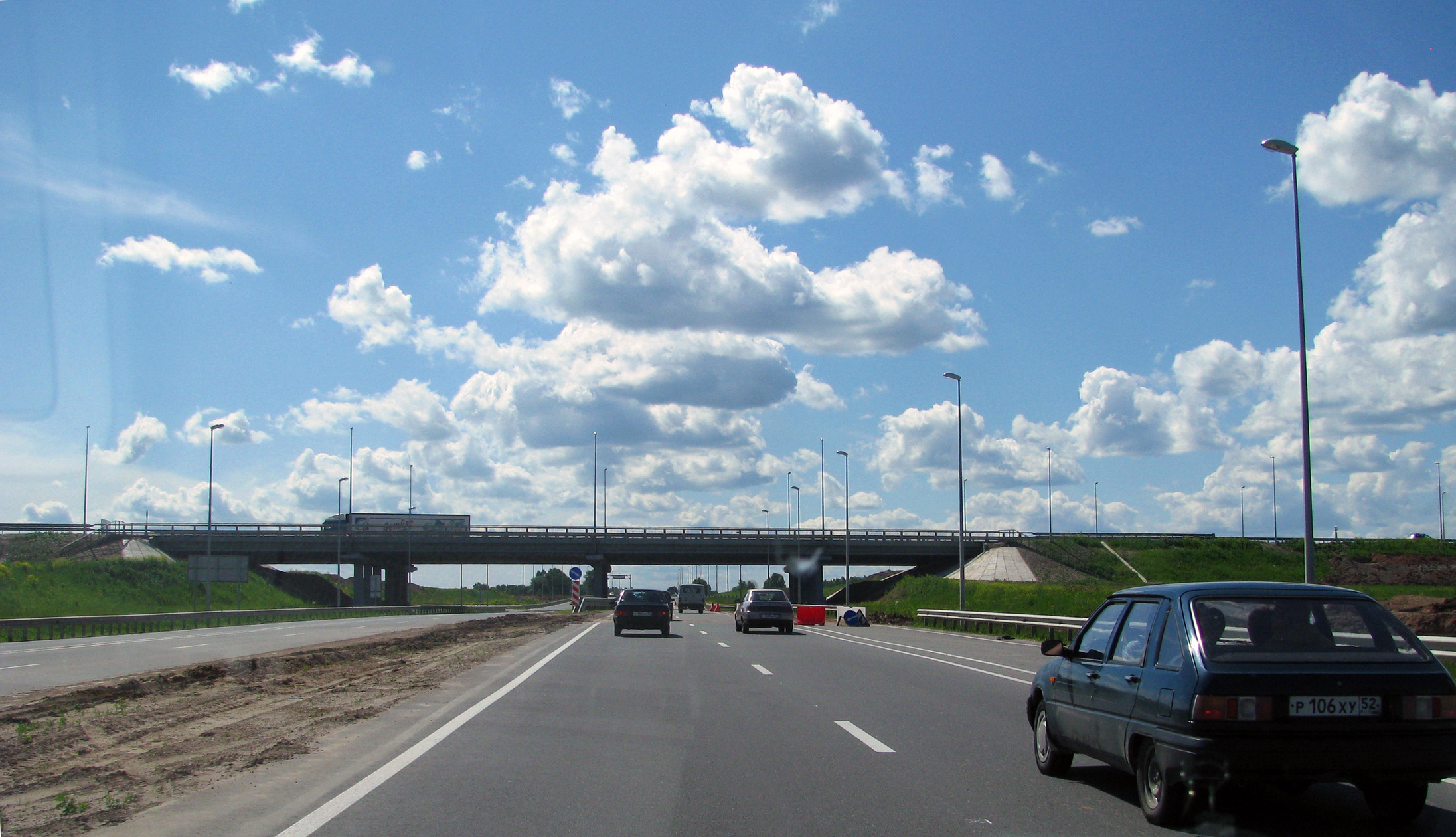
M7 au sud de Nijni Novgorod.

### Liste des routes d'importances fédérales de Russie
Les routes d'importances fédérales mesuraient à la fin 2020 60 430,732 km ; 56 709,015 km étant gérés par Rosavtodor, et 3 721,717 km étant gérés par Avtodor.

#### Routes Magistrales
| Numéro | fait partie de   | Nom         | Itinéraire                                   | Longueur (km)              |
| ------ | ---------------- | ----------- | -------------------------------------------- | -------------------------- |
| M1     | E30 AH6          | Biélorussie | Moscou - Minsk                               | 449,9                      |
| M2     | E105             | Crimée      | Moscou - Mer Noire                           | 743,6                      |
| M3     | E101             | Ukraine     | Moscou - Kiev                                | 507,6                      |
| M4     | E50 E97 E115 592 | Don         | Moscou - Rostov-sur-le-Don                   | 1 517,0                    |
| M5     | E30 AH6 AH7 (en) | Oural       | Moscou - Tcheliabinsk                        | 2 767,9                    |
| M7     | E22 E017         | Volga       | Moscou - Oufa                                | 1 955,0                    |
| M8     | E115             | Kholmogory  | Moscou - Mer Blanche                         | 1 269,6                    |
| M9     | E22              | Baltique    | Moscou - Riga                                | 597,6                      |
| M10    | E105 AH6         | Rossia      | Moscou - Tver - Novgorod - Saint-Pétersbourg | 709,2                      |
| M11    | AH6              | Neva        | Moscou - Tver - Saint Pétersbourg            | 669 (dont 610 en service)  |
| M12    |                  | Vostok      | Moscou - Kazan - Iékaterinbourg              | 1 570 (dont 49 en service) |

#### Routes Régionales
| Numéro nouveau | Numéro ancien | fait partie de                  | Nom                  | Itinéraire                                                         | Longueur (km) |
| -------------- | ------------- | ------------------------------- | -------------------- | ------------------------------------------------------------------ | ------------- |
| R21            | M18           | E105                            | Kola                 | Saint-Pétersbourg - Petrozavodsk - Mourmansk - Petchenga - Norvège | 1 594,3       |
| R22            | M6            | E38 E40 E119 AH8 (en) AH61 AH70 | Caspienne            | Moscou - Mer Caspienne                                             | 1 814,4       |
| R23            | M20           | E95                             | Pskov                | Saint-Pétersbourg - Pskov - Pustoshka - Biélorussie                | 511,4         |
| R56            | A116          |                                 |                      | Novgorod - Soltsy - Porkhov - Pskov                                | 251           |
| R92            |               |                                 |                      | Kalouga - Beliov - Orel                                            | 206           |
| R119           |               |                                 |                      | Orel - Livny - Ielets - Lipetsk - Tambov                           | 414           |
| R120           | A141          |                                 |                      | Orel - Briansk - Smolensk - frontière avec la Biélorussie          | 445           |
| R132           |               |                                 | Anneau d'or          | Kalouga - Toula - Mikhaïlov - Riazan                               | 291           |
| R158           |               |                                 |                      | Nijni Novgorod - Arzamas - Saransk - Penza - Saratov               | 611           |
| R176           |               |                                 | Viatka               | Tcheboksary - Iochkar-Ola - Kirov - Syktyvkar                      | 872           |
| R177           |               |                                 | Povetloujie          | Tarassikha (ru)- Iochkar-Ola                                       | 300,5         |
| R178           |               |                                 |                      | Saransk - Sourskoïe - Oulianovsk                                   | 492           |
| R193           |               |                                 |                      | Voronej - Tambov                                                   | 213           |
| R207           |               |                                 |                      | Penza - Balachov - Mikhaïlovka - A260                              | 313,45        |
| R208           | R209          |                                 |                      | Tambov - Penza                                                     | 279           |
| R215           |               | E119 E50 AH8 (en)               |                      | Astrakhan - Kotchoubeï - Kizlyar - Makhachkala                     | 140           |
| R216           | A154          |                                 |                      | Astrakhan - Elista - Stavropol                                     | 575           |
| R217           | M29           | E50 E117 E119 AH8 (en)          | Caucase              | Vladikavkaz - Chechnya - Dagestan- Azerbaïdjan                     | 1 118,0       |
| R228           |               |                                 |                      | Syzran - Saratov - Volgograd                                       | 708           |
| R229           |               |                                 |                      | Samara - Pougatchev - Engels                                       | 934,9         |
| R239           |               |                                 |                      | Kazan - Orenbourg - Akboulak (ru) - Kazakhstan                     | 900           |
| R240           |               |                                 |                      | Oufa — Orenbourg                                                   | 150           |
| R241           |               |                                 |                      | Kazan — Bouïnsk — Oulianovsk                                       | 240           |
| R242           |               | E22                             |                      | Perm — Iekaterinbourg                                              | 354           |
| R243           |               |                                 |                      | Kostroma - Charia - Kirov - Perm                                   | 876           |
| R254           | M51           | E30 AH6                         | Irtych               | Tcheliabinsk - Kourgan - Omsk - Novossibirsk                       | 1 643         |
| R255           | M53           | AH6                             | Sibérie              | Novossibirsk - Kemerovo - Krasnoïarsk - Irkoutsk                   | 1 955         |
| R256           | M52           | AH4                             | Tchouïa              | Novossibirsk - Biïsk - Tashanta - Mongolie                         | 963           |
| R257           | M54           |                                 | Ienisseï             | Krasnoïarsk - Abakan - Kyzyl - Mongolie                            | 1 063         |
| R258           | M55           | AH6                             | Baïkal               | Irkoutsk - Oulan-Oude - Tchita                                     | 1 113         |
| R297           | M58           | AH30 (en) AH31 (en)             | Amour                | Tchita - Nevers - Svobodny - Arkhara - Birobidjan - Khabarovsk     | 2097          |
| R298           | A144          | E38 AH61                        |                      | Koursk - Voronej - R22                                             | 742           |
| R351           |               | E22                             |                      | Iekaterinbourg - Tioumen                                           | 328           |
| R354           |               |                                 |                      | Iekaterinbourg - Chadrinsk - Kourgan                               | 372           |
| R402           |               | E22 E30                         |                      | Tioumen - Ialoutorovsk - Ichim - Omsk                              | 632           |
| R404           |               |                                 |                      | Tioumen - Tobolsk - Khanty-Mansiïsk                                | 1015          |
| R504           |               |                                 | Kolyma, Route des os | Iakoutsk - Magadan                                                 | 2032          |

#### Routes d'accès
| Numéro nouveau | Numéro ancien | fait partie de | Nom                                                            | Itinéraire | Longueur |
| -------------- | ------------- | -------------- | -------------------------------------------------------------- | --- | -------- |
| A103           |               |                | Chtchiolkovo                                                   | Moscou - Chtchiolkovo - A107                                                                                  | 43       |
| A104           |               |                |                                                                | Moscou - Dmitrov - Doubna                                                                                     | 125      |
| A105           |               |                |                                                                | Moscou - Aéroport de Moscou-Domodedovo                                                                        | 23       |
| A106 (ru)      |               |                | Route de Zvenigorod Roublyovka Route des rois choisis par Dieu | Moscou - Zvenigorod (près de)                                                                                 | 222,9    |
| A107           |               |                | Petit périphérique de Moscou                                   | Iksha - Noguinsk - Bronnitsy - Golitsyno - Istra - Iksha                                                      | 335      |
| A108           |               |                | Grand périphérique de Moscou                                   | Dmitrov - Serguiev Possad - Orekhovo-Zouïevo - Voskressensk - Mikhnevo - Balabanovo - Rouza - Kline - Dmitrov | 553      |
| A109           |               |                | Route d'Ilyin                                                  | Krasnogorsk - A106                                                                                            | 17,1     |
| A112           |               |                |                                                                | Tchepelievo - Veliaminovo                                                                                     | 46,6     |
| A113           |               |                | Périphérique central                                           | | 336      |
| A114           |               |                |                                                                | Vologda -Tikhvine - R21                                                                                       | 552      |
| A118           |               |                | Périphérique de Saint-Pétersbourg                              | | 142      |
| A119           |               |                |                                                                | Vologda - Medvejiegorsk - R21                                                                                 | 612      |
| A120           |               |                | Demi-périphérique sud de Saint-Pétersbourg                     | Kirovsk - Bolchaïa Ijora                                                                                      | 148,9    |
| A121           |               |                | Sortavala                                                      | Saint-Pétersbourg - Sortavala - R21                                                                           | 560      |
| A122           |               |                |                                                                | A114 - Oustioujna - Velikié Louki - Nevel                                                                     | 664,8    |
| A123           |               |                |                                                                | Tchekchino - Totma - Kotlas - Kouratovo                                                                       | 664      |
| A130           | A101          |                |                                                                | Moscou - Maloïaroslavets - Roslavl - Frontière entre la Biélorussie et la Russie                              | 456      |
| A132           |               |                |                                                                | M1 à Smolensk                                                                                                 | 9        |
| A133           |               |                |                                                                | M4 à Lipetsk                                                                                                  | 58       |
| A134           |               |                |                                                                | M4 à Voronej                                                                                                  | 11       |
| A135           |               |                |                                                                | M4 à Rostov-sur-le-Don                                                                                        | 2        |
| A136           |               |                |                                                                | M4 à Krasnodar                                                                                                | 11       |
| A137           |               |                |                                                                | R21 - Lietmajärvi - Frontière avec la Finlande                                                                |          |
| A142           |               | E391           |                                                                | Trosno - Kalynivka                                                                                            | 105      |
| A146           |               | E115           |                                                                | Krasnodar - Verkhnebakansky                                                                                   | 148      |
| A147           | M27           | E97            |                                                                | M4 - Dzhugba - Sotchi - frontière avec l'Abkhazie                                                             | 221      |
| A148           |               |                |                                                                | rivière Psakhe avant la rocade de Sotchi                                                                      | 16       |
| A149           |               |                |                                                                | Adler - Krasnaïa Poliana                                                                                      | 39       |
| A151           |               | AH9            |                                                                | Tsivilsk - Oulianovsk                                                                                         | 198      |
| A153           | R344          |                |                                                                | Nytva - Koudymkar                                                                                             | 129      |
| A154           |               |                |                                                                | Ourvan - Haute-Balkarie - Ushtulu                                                                             | 86       |
| A155           |               |                |                                                                | Tcherkessk - Dombaï - Abkhazie / Géorgie                                                                      | 143      |
| A156           |               |                |                                                                | A155 | 73       |
| A157           |               |                |                                                                | Mineralnyje Vodyn - Kislovodsk                                                                                | 47       |
| A158           |               |                |                                                                | Prokhladny - Baksan - Elbrouz                                                                                 | 130      |
| A159           |               |                |                                                                | Maïkop et Réserve naturelle et biosphérique du Caucase                                                        | 84       |
| A160           | R253          |                |                                                                | Maïkop - Oust-Labinsk - Korenovsk                                                                             | 131      |
| A161           |               | E117           |                                                                | Vladikavkaz - Nijni Lars - Frontière entre la Géorgie et la Russie                                            | 33       |
| A162           |               |                |                                                                | Vladikavkaz - Alaguir                                                                                         | 38       |
| A163           |               |                |                                                                | R217 à Aéroport de Vladikavkaz                                                                                | 4        |
| A164           |               |                | Route transcaucasienne                                         | Kardzhin - Alaguir - Basse Zaramag - frontière avec l'Ossétie du Sud / la Géorgie                             | 219      |
| A165           | A156          |                |                                                                | Lermontov - Tcherkessk                                                                                        | 75       |
| A167           |               | E50            |                                                                | Kotchoubeï - Neftekoumsk - Zelenokoumsk - Mineralnye Vody                                                     | 339      |
| A180           | M11           |                | Narva                                                          | Moscou - Saint-Pétersbourg                                                                                    | 669,0    |
| A181           | M10           | E105 AH8 (en)  | Scandinavie                                                    | Moscou - Saint-Pétersbourg                                                                                    | 709,2    |
| A212           |               | E77            |                                                                | Pskov - Izborsk - Frontière avec l'Estonie                                                                    | 55       |
| A215           |               |                |                                                                | Lodeïnoïe Pole - Plessetsk - Navoloki                                                                         | 758,8    |
| A216           |               | E77            |                                                                | Gvardeïsk - Neman - Frontière entre la Lituanie et la Russie                                                  | 62       |
| A217           |               |                |                                                                | Kaliningrad - Svetlogorsk                                                                                     | 52       |
| A229           |               | E28 E77        |                                                                | Kaliningrad - Tcherniakhovsk - Nesterov - Frontière entre la Lituanie et la Russie                            | 146      |
| A240           | M13           |                |                                                                | Briansk - Novozybkov - Biélorussie                                                                            | 221      |
| A260           | M21           | E40 AH70       |                                                                | Volgograd - Kamensk-Chakhtinski - Ukraine                                                                     | 382      |
| A270           | M19           | E50            |                                                                | Don - Novochakhtinsk - Ukraine                                                                                | 33       |
| A280           | M23           | E58            |                                                                | Rostov-sur-le-Don - Taganrog - Ukraine                                                                        | 117      |
| A289           |               |                |                                                                | Krasnodar - Slaviansk-na-Koubani - A290                                                                       | 151,7    |
| A290           | M25           | E97 E115       |                                                                | Novorossiysk - Pont du détroit de Kertch - Kertch                                                             | 184      |
| A291           |               | E97            | Tavrida                                                        | Kertch - Simféropol - Sébastopol                                                                              |          |
| A295           | R175          |                |                                                                | Iochkar-Ola - Zelenodolsk - M7                                                                                | 120      |
| A298           |               | E38 AH61       |                                                                | R208 - Saratov - Ierchov - Frontière avec le Kazakhstan                                                       | 811      |
| A300           | M32           | E121 AH63      |                                                                | Samara - frontière - M32                                                                                      | 194      |
| A305           | R335          |                |                                                                | Orenbourg - Ilek - Frontière entre le Kazakhstan et la Russie                                                 | 130      |
| A310           | M36           | E123 AH7       |                                                                | Tcheliabinsk - Troïtsk - frontière - M36                                                                      | 150      |
| A320           | M38           | E127 AH60      |                                                                | Omsk - Cherlak - frontière - M38                                                                              | 188      |
| A321           |               |                |                                                                | Barnaoul - Pavlovsk - Frontière avec le Kazakhstan                                                            | 388,9    |
| A322           |               | AH64           |                                                                | Barnaoul - Roubtsovsk - Frontière entre le Kazakhstan et la Russie                                            | 330      |
| A331           |               |                | Viliouï                                                        | Touloun - Bratsk - Oust-Kout - Mirny - Iakoutsk                                                               | 3000     |
| A333           |               |                | Tounka                                                         | Koultouk - Mondy - Frontière entre la Mongolie et la Russie                                                   | 219      |
| A340           |               | AH3            |                                                                | Oulan-Oude - Kiakhta - Frontière entre la Mongolie et la Russie                                               | 219      |
| A350           | A166          | AH6            |                                                                | Tchita - Zabaïkalsk - frontière russo-chinoise                                                                | 491      |
| A360           | M56           |                | Léna                                                           | Nijni Bestiakh - Skovorodino                                                                                  | 1157     |
| A361           |               |                |                                                                | A360 - Skovorodino - Chine                                                                                    | 89       |
| A370           | M60           | AH6 AH30 (en)  | Oussouri                                                       | Khabarovsk - Vladivostok                                                                                      | 752      |
| A371           |               |                |                                                                | Vladivostok - Pont de l'île Rousski - Île Rousski                                                             | 3.1      |
| A375           |               | AH50           | Vostok                                                         | Khabarovsk - Krasny Yar - Ariadne - Chuguevka - Nakhodka                                                      | 824      |
| A376           |               |                |                                                                | Khabarovsk - Komsomolsk-sur-l'Amour et Vanino                                                                 | 695      |
| A381           |               |                |                                                                | Narian-Mar - Aéroport de Narian-Mar                                                                           | 2        |
| A382           |               |                |                                                                | Doudinka - Aéroport de Norilsk                                                                                | 54       |
| A384           |               |                |                                                                | Anadyr - Aéroport d'Ougolny                                                                                   | 9        |
| A391           | R488          |                |                                                                | Ioujno-Sakhalinsk - Korsakov                                                                                  | 23       |
| A392           |               |                |                                                                | Ioujno-Sakhalinsk - Kholmsk                                                                                   | 82,7     |
| A393           |               |                |                                                                | Ioujno-Sakhalinsk - Okha                                                                                      | 833,6    |
| A401           |               |                |                                                                | Port de Petropavlovsk-Kamtchatski à Aéroport de Petropavlovsk-Kamtchatski                                     | 17       |

### Autres routes, d'importances régionales ou locales
| Périphériques de Russie | Périphériques de Russie | Périphériques de Russie |
| Nom                     | Ville desservie         | Longueur (km)           |
| ----------------------- | ----------------------- | ----------------------- |
| MKAD                    | Moscou                  | 449,9                   |
| EKAD                    | Iékaterinbourg          | 94,38                   |

| Autres routes | Autres routes  | Autres routes        | Autres routes                         | Autres routes |
| Numéro        | fait partie de | Nom                  | Itinéraire                            | Longueur      |
| ------------- | -------------- | -------------------- | ------------------------------------- | ------------- |
| ЗСД           |                | Rocade express ouest | A118 - A181                           | 46,6          |
| 04K-044       |                | Route du Ienisseï    | Krasnoïarsk - Ienisseïsk              | 345           |
| 05N-100       |                |                      | A370 - Arseniev - Roudnaïa Pristan    | 394           |
| 32K-445       |                |                      | Kemerovo - Novokouzntsk               | 189           |
| 44N-3 77K-022 |                | Route d'Anadyr       | R504 - Omsouktchan - Anadyr (à terme) | ~ 2300 km     |
| 84K-1 ; 84K-5 |                | Route d'Oulagan      | Aktach - Oulagan - Lac Teletskoïe     | 179,9         |
| 84K-116       |                | Route de Tchemal     | R256 - Tchemal - Kouyous              | 98            |
| 86K-3         |                |                      | Kem - R21 - Finlande                  | 340           |
| 86K-7         |                |                      | Porajärvi - Mujejärvi                 | 153           |
| 86K-8         |                |                      | Aunus - Vuorilampi                    | 142           |
| 86K-10        |                |                      | Petrozavodsk - R21 - Suojärvi         | 134           |
| 86K-13        |                |                      | Suojärvi - A121 - Pitkäranta          | 99            |
| 86K-14        |                |                      | Suojärvi - Porajärvi                  | 134           |

## Réseau international

### Liste des routes européennes
Les routes européennes suivantes traversent la Russie :

Carte des routes européennes en Russie, Crimée incluse dans la carte

- : Frontière avec la Finlande — Saint-Pétersbourg
- : Frontière avec l'Estonie — Saint-Pétersbourg
- : Frontière avec la Lettonie — Ichim
- : Frontière avec la Pologne — Frontière avec la Lituanie
- : Frontière avec la Biélorussie — OmskPanneau indiquant la E30 sur la MKAD.

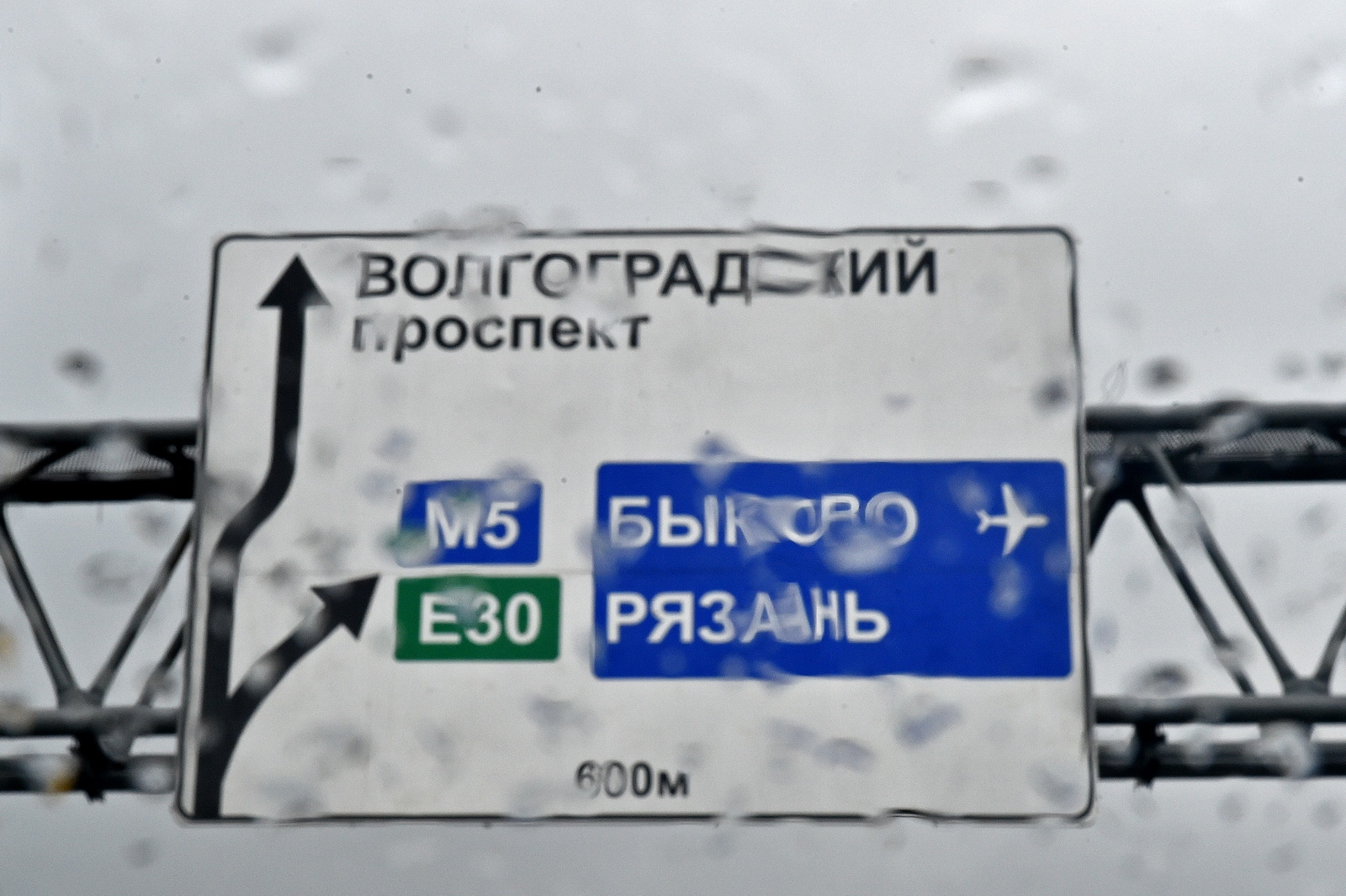
Panneau indiquant la E30 sur la MKAD.

- : Frontière avec l'Ukraine — Frontière avec le Kazakhstan
- : Frontière avec l'Ukraine (république populaire de Louhansk) — Frontière avec le Kazakhstan
- : Frontière avec l'Ukraine (république populaire de Louhansk) — Makhatchkala
- : Frontière avec l'Ukraine (république populaire de Donetsk) — Rostov-sur-le-Don
- : Pskov — Frontière avec l'Estonie ; Frontière avec la Lituanie — Baltiïsk
- : Saint-¨Pétersbourg — Frontière avec la Biélorussie
- : Frontière avec l'Ukraine — Frontière avec la Géorgie (Abkhazie)
- : Ielabouga — Oufa
- : Frontière avec l'Ukraine — Moscou
- : Frontière avec la Norvège — Frontière avec l'Ukraine ; Frontière entre l'oblast de Zaporijia et la Crimée — Yalta[n 2]
- : Iaroslavl — Novorossiïsk
- : Mineralnye Vody — Frontière avec la Géorgie
- : Moscou — Frontière avec l'Azerbaïdjan
- : Samara — Frontière avec le Kazakhstan
- : Tcheliabinsk — Frontière avec le Kazakhstan
- : Ichim — Frontière avec le Kazakhstan
- : Omsk - Frontière avec le Kazakhstan
- : Frontière avec la Lettonie — Ostrov
- : Trosna (oblast d'Orel) — Frontière avec l'Ukraine
- : Novorossiïsk  — Rostov-sur-le-Don
- : Krasnodar — Djoubga (kraï de Krasnodar)

### Liste des routes asiatiques
Les routes asiatiques suivantes traversent la Russie :

Routes asiatiques en Russie.

- : Oulan-Oudé — Frontière avec la Mongolie
- : Novossibirsk — Frontière avec la Mongolie
- : Frontière avec la Biélorussie — Frontière avec la Chine ; Frontière avec la Chine — Frontière avec la Corée du Nord
- : Iékaterinbourg — Frontière avec le Kazakhstan
- : Frontière avec la Finlande — Frontière avec l'Azerbaïdjan
- AH9 : Saint-Pétersbourg — Frontière avec le Kazakhstan
- : Tchita — Oussouriïsk
- : Belogorosk — Frontière avec la Chine
- : Omsk — Frontière avec le Kazakhstan
- : Frontière avec l'Ukraine — Frontière avec le Kazakhstan
- : Samara — Frontière avec le Kazakhstan
- : Barnaoul — Frontière avec le Kazakhstan
- : Frontière avec l'Ukraine (république populaire de Louhansk) — Frontière avec le Kazakhstan